# Сыку цюаньшу
«Полное собрание книг по четырём разделам» (кит. трад. 四庫全書, упр. 四库全书, пиньинь sìkù quánshū, палл. Сыку цюаньшу) — самое масштабное издательское начинание в истории Китая: книжная серия, которая объединяла содержание императорской библиотеки и образцового набора книг, необходимого для успешного функционирования имперского государственного аппарата. Проект осуществлён по повелению императора Цяньлуна в 1772—1787 годах, параллельно велось выявление текстов антиманьчжурской направленности. В окончательном виде собрание включало 3461 заглавие книг и 79 309 цзюаней текста, сброшюрованных в 36 000 томов, включающих порядка 2 300 000 страниц. Тексты были разделены по традиционной библиографической схеме: цзин — каноны, ши — исторические труды, цзы — трактаты мыслителей и цзи — сборники. Внутреннее деление разделов включает 44 категории-лэй. Каждая страница включает 16 столбцов по 21 иероглифу, тексты переписаны в стиле кайшу. Обложки маркировали цветом принадлежность к четырём разделам: каноны — зелёные, история — красные, трактаты мыслителей — синие, сборники — серые.
Б. Г. Доронин именовал Сыку цюаньшу «главным свершением цинских властей на ниве духовной культуры». Данный проект был обусловлен попыткой тотальной ревизии культурного наследия Китая и создания его нового варианта, приведённого в соответствие с государственной доктриной. Параллельно с «Полным собранием» готовился и «Аннотированный каталог всех книг по четырём разделам» (кит. трад. 四庫全書總目提要, упр. 四库全书总目提要, пиньинь sìkù quánshū zǒngmù tíyào), который, хотя и рассматривается и публикуется как неотъемлемая часть Сыку цюаньшу, планировался как самостоятельный инструмент ревизии историографического наследия. Каталог объёмом в 200 цзюаней описывал 10 254 заглавий книг в 172 860 цзюаней, из которых 6793 (93 551 цзюань) в состав Сыку цюаньшу не вошли. Также неизвестно, сколько книг было уничтожено в процессе подготовки библиотеки-серии, более или менее представительные списки существуют только для Цзянсу и Чжэцзяна.
Согласно императорскому повелению, было изготовлено 7 рукописных копий Сыку цюаньшу, работа над которыми продолжалась до 1796 года. Четыре экземпляра размещались в императорских дворцах (Запретный город, Юаньминъюань, Чэндэ и Мукденский дворец). Три прочих экземпляра были отправлены в провинции Нижней Янцзы, которые рассматривались маньчжурскими властями как рассадник крамолы. Один был помещён в Чжэньцзяне, второй — в Янчжоу, и третий — в Ханчжоу. Четыре экземпляра были повреждены или уничтожены в ходе восстаний и военных действий; три комплектных экземпляра имели те или иные утраты. Экземпляр из Запретного города в 1949 году был вывезен на Тайвань и хранится в Музее императорского дворца в Тайбэе, два оставшихся — в Ланьчжоу и Национальной библиотеке в Пекине; экземпляр библиотеки Ханчжоу на три четверти представляет собой новодел конца XIX века. В начале XX века предпринимались попытки издания Сыку цюаньшу, но неудачно. Только в 1935 году издательство «Шанъу иньшугуань» выпустило факсимиле 231 избранного сочинения из состава серии в 1960 томах. В середине XX века на Тайване издавались выборки из Сыку цюаньшу, которые охватили примерно половину текстов из библиотеки-серии. Наконец, в 1986 году было выпущено полное факсимильное издание экземпляра из коллекции Дворцового музея в 1500 современных томах, из которых 1490 занимал собственно текст, 5 томов — аннотированный каталог, 4 тома — исследовательские материалы и 1 том оглавления. Это собрание оцифровано и неоднократно выпускалось на разных носителях.

## Содержание

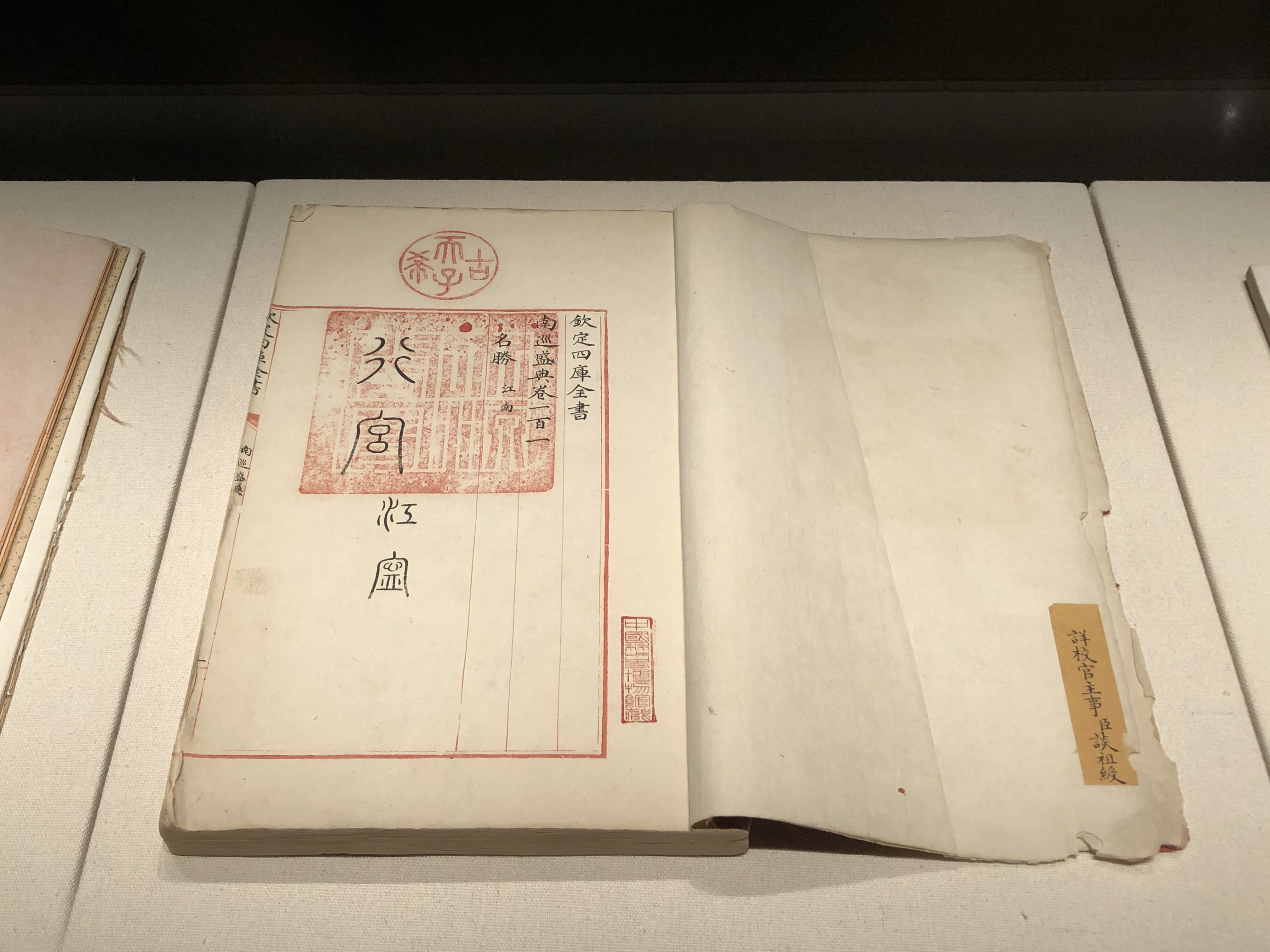
Титульный лист тома «Сыку цюаньшу» из павильона Вэньюаньгэ с императорской печатью

### Общие сведения
Свод «Сыку цюаньшу» не был напечатан вплоть до XX века. По приказу императора Цяньлуна было создано 7 рукописных комплектов, однако из существующих документов не ясно, имелся ли изначально чётко обозначенный список отобранных сочинений для каждого из четырёх разделов. Рукописные копии не являлись полностью идентичными, они в разное время подвергались цензуре. Кроме того, в XX веке в разных вариантах свода были утрачены некоторые тома, а утраты восполнялись копированием текстов из других экземпляров. Таким образом, реконструкция изначального состава «Полного собрания книг по четырём разделам» крайне затруднительна, если вообще возможна. Общей являлась только композиция и рубрикация: 4 раздела-бу, 44 секции-лэй и 62 рубрики-шу. Различные каталоги предлагают разный состав свода, число томов и страниц. Известный исследователь китайских энциклопедий Го Богун (郭伯恭, 1905—1951) утверждал, что весь «Сыку цюаньшу» включал 3470 заглавий работ, в том числе 679 в разделе канонов (18 было добавлено в пекинский дворцовый экземпляр), 565 — в разделе историй (2 добавочных), 924 — мыслителей (1 добавление) и 1281 — в разделе сборников. Изданный в факсимильном виде полный свод из павильона Вэньюаньгэ включает 3471 заглавие (каноны — 697, историки — 567, 929 — мыслители, 1278 — сборники). В то же самое время свод из павильона Вэньсугэ насчитывает 3457 заглавий, а комплект из павильона Вэньцзиньгэ — 3503. Тем не менее, оформление и рубрикация всех вариантов демонстрирует полное единообразие. Текст на каждой странице заключён в рамку и разграфлён красной краской — по 16 вертикальных столбцов на каждую (двойную) страницу. В каждом столбце писался 21 иероглиф, однако глоссы и комментарии записывались знаками вполовину меньшего размера, которых помещалось 42 в одной колонке. Каждый том снабжался оттиском личной императорской печати. Сброшюрованные тома в мягком переплёте группировались по содержанию, перевязывались шёлковой лентой и сохранялись горизонтально в футлярах-ся, на которых вырезались названия произведений, маркированные тем же цветом, что и обложки. Футляры складывались в книжные шкафы с узкими дверцами, на которых помещали название раздела или секции с точным указанием местоположения.

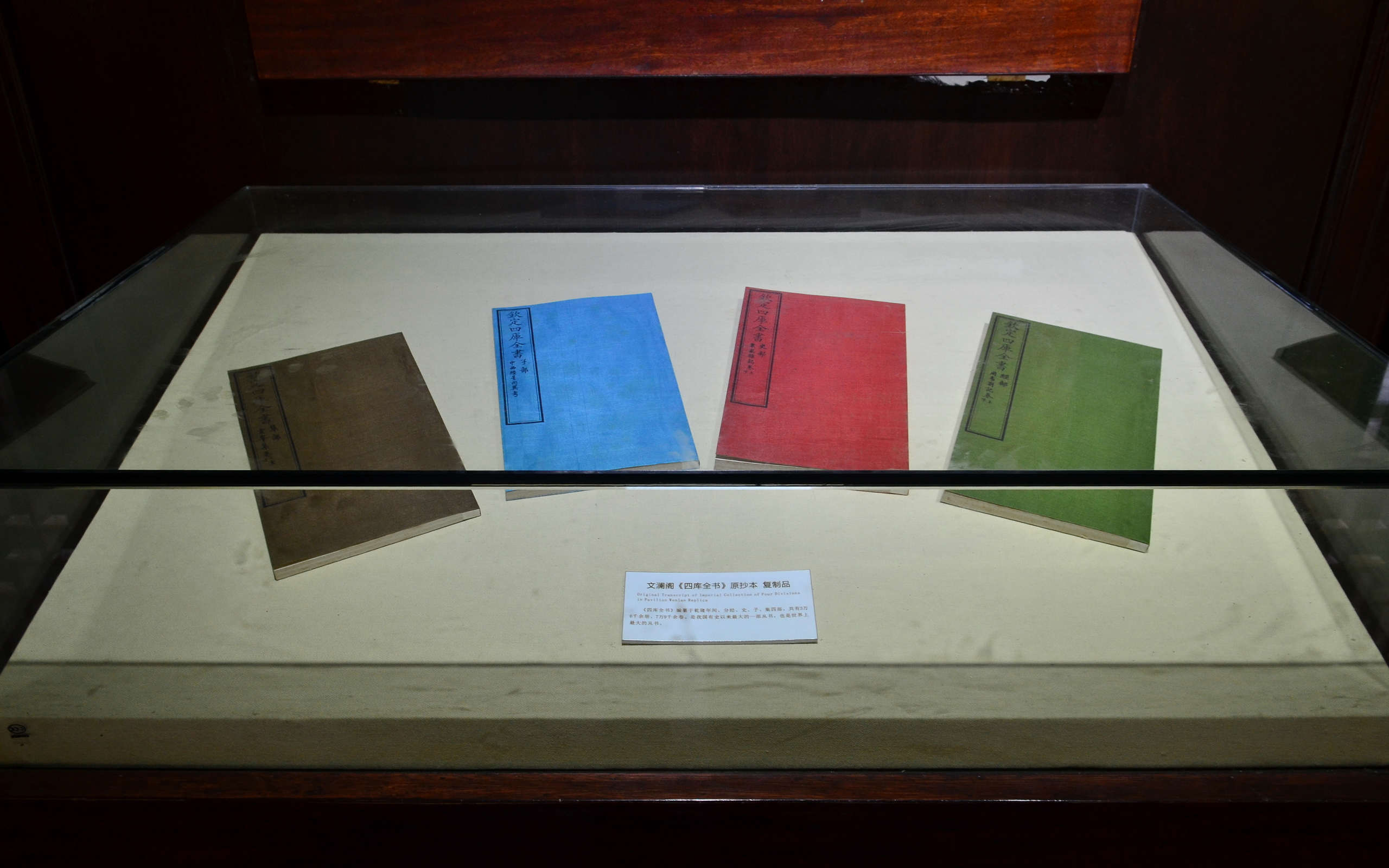
Цвета обложек томов четырёх разделов из павильона Вэньланьгэ. Современная реплика из экспозиции Чжэцзянского музея, фото 2016 года

7 рукописных сводов «Сыку цюаньшу» делились на две группы — северную и южную. В 1773 году, по-видимому, планировалось составить только 4 комплекта для дворцовых книгохранилищ Пекина и Шэньяна, окончательно завершённых переписыванием к 1785 году. До августа 1782 года не существует документальных подтверждений, что в публичных библиотеках Сюйчжоу, Янчжоу и Ханчжоу предполагалось разместить «Полное собрание по четырём разделам». Переписывание сводов для южных провинций было вчерне завершено только к 1787 году. В результате северные и южные варианты отличались форматом, сортом бумаги и цветовой кодировкой обложек. Четыре северных экземпляра были переписаны на бумаге высшего сорта кайхуа, южные комплекты создавались на бумаге несколько худшего сорта (дасылянь). Формат тома южных экземпляров составлял семь восьмых от размеров четырёх северных комплектов. Цвет обложек, шёлковых лент и обозначений на футлярах и шкафах в северных экземплярах был единообразным: зелёный для канонов, красный для историй, синий для мыслителей и серый для сборников. Оглавления и списки ошибок обозначались жёлтым цветом. Два южных экземпляра (из Сюйчжоу и Янчжоу, ныне известные только по описаниям) отличались: каноны — тёмно-зелёные, истории — красные, мыслители — нефритово-зелёные, и сборники — лавандовые. Частично сохранившийся свод из павильона Вэньланьгэ отличается цветами обложек: классики — тёмно-зелёный, истории — красный, мыслители — белый, сборники — чёрные. Формат страницы (двойной) этого экземпляра равнялся 7 цуням 7 фэням — 24,6 см. Собственные стихи императора Цяньлуна разъясняли цветовую гамму как соответствующую четырём временам года. В настоящее время обложки экземпляра из Вэньланьгэ соответствуют канонической (северной) гамме. По мнению Кэри Лю, это новодел, изготовленный при реконструкции свода в 1880-е годы.

### Список разделов и секций-категорий
Составлено по справочнику «Chinaknowledge — a universal guide for China studies» и по таблицам монографии Го Богуна, основанных на оглавлении экземпляра павильона Вэньюаньгэ. Заливка фона соответствует цветам обложек разделов оригинального свода из павильона Вэньюаньгэ
| №                                                                           | Названия разделов, секций и рубрик                                                                   | Примечания                                                            | Число заглавий | Число цзюаней |
| --------------------------------------------------------------------------- | --- | --------------------------------------------------------------------- | -------------- | ------------- |
| Оглавление (кит. трад. 總目, пиньинь zǒngmù, палл. цзунму)                  | |                                                                       |                |               |
| 1. Раздел канонических книг (кит. трад. 經部, пиньинь jīngbù, палл. цзинбу) | |                                                                       |                |               |
| 1.1.                                                                        | кит. трад. 易類, пиньинь yìlèi, палл. и лэй                                                          | Секция «И цзина»                                                      | 317            | 2376          |
| 1.2.                                                                        | кит. трад. 書類, пиньинь shūlèi, палл. шу лэй                                                        | Секция «Шу цзина»                                                     | 78             | 430           |
| 1.3.                                                                        | кит. трад. 詩類, пиньинь shīlèi, палл. ши лэй                                                        | Секция «Ши цзина»                                                     | 84             | 913           |
| 1.4.                                                                        | кит. трад. 禮類, пиньинь lǐlèi, палл. ли лэй                                                         | Секция канонов о ритуале                                              |                |               |
| 1.4.1.                                                                      | кит. трад. 周禮之屬, пиньинь zhōulǐ zhī shǔ, палл. чжоу ли чжи шу                                    | Комментарии к «Чжоу ли»                                               | 37             | 277           |
| 1.4.2.                                                                      | кит. трад. 儀禮之屬, пиньинь yílǐ zhī shǔ, палл. и ли чжи шу                                         | Комментарии к «И ли»                                                  | 8              | 88            |
| 1.4.3.                                                                      | кит. трад. 禮記之屬, пиньинь lǐjì zhī shǔ, палл. ли цзи чжи шу                                       | Комментарии к «Ли цзи»                                                | 42             | 571           |
| 1.4.4.                                                                      | кит. трад. 三禮總義之屬, пиньинь sānlǐzǒng yìzhī shǔ, палл. саньлицзун и чжи                         | Комментарии к трём книгам о ритуале                                   | 20             | 310           |
| 1.4.5.                                                                      | кит. трад. 通禮之屬, пиньинь tōnglǐ zhī shǔ, палл. тунли чжи шу                                      | Описания общепринятых ритуалов                                        | 6              | 247           |
| 1.4.6.                                                                      | кит. трад. 雜禮書之屬, пиньинь zálǐshū zhī shǔ                                                       | Разные описания этикетных норм                                        | 17             | 87            |
| 1.5.                                                                        | кит. трад. 春秋類, пиньинь chūnqiūlèi, палл. чуньцю лэй                                              | Секция летописи «Чунь цю»                                             | 118            | 1571          |
| 1.6.                                                                        | кит. трад. 孝經類, пиньинь xiàojīnglèi, палл. сяоцзин лэй                                            | Секция «Сяо цзин»                                                     | 18             | 53            |
| 1.7.                                                                        | кит. трад. 五經總義類, пиньинь wǔjīng zǒng yì lèi, палл. уцзин цзунъи лэй                            | Секция «Пятиканония»                                                  | 44             | 381           |
| 1.8.                                                                        | кит. трад. 四書類, пиньинь sìshū lèi, палл. сышу лэй                                                 | Секция «Четверокнижия»                                                | 101            | 1341          |
| 1.9.                                                                        | кит. трад. 樂類, пиньинь yuè lèi, палл. юэ лэй                                                       | Секция [ритуальной] музыки                                            | 42             | 291           |
| 1.10.                                                                       | кит. трад. 小學類, пиньинь xiǎoxué lèi, палл. сяосюэ лэй                                             | Секция элементарного образования                                      |                |               |
| 1.10.1.                                                                     | кит. трад. 訓詁之屬, пиньинь xùngǔ zhī shǔ, палл. сюньгу чжи шу                                      | глоссы к классическим канонам                                         | 8              | 64            |
| 1.10.2.                                                                     | кит. трад. 字書之屬, пиньинь zìshū zhī shǔ, палл. цзышу чжи шу                                       | Иероглифические словари                                               | 68             | 606           |
| 1.10.3                                                                      | кит. трад. 韻書之屬, пиньинь yùnshū zhī shǔ, палл. юньшу чжи шу                                      | Словари рифм                                                          | 61             | 537           |
| 2. Раздел исторических книг (кит. трад. 史部, пиньинь shǐbù, палл. шибу)    | |                                                                       |                |               |
| 2.1.                                                                        | кит. трад. 正史類, пиньинь zhèngshǐ lèi, палл. чжэнши лэй                                            | Секция официальных историй                                            | 7              | 85            |
| 2.2.                                                                        | кит. трад. 編年類, пиньинь biānnián lèi, палл. бяньнянь лэй                                          | Секция анналов и хроник                                               | 37             | 647           |
| 2.3.                                                                        | кит. трад. 紀事本末類, пиньинь jìshìběnmò lèi, палл. цзиши бэньмо лэй                                | Секция развёрнутых повествований о различных событиях                 | 4              | 26            |
| 2.4.                                                                        | кит. трад. 別史類, пиньинь biéshǐ lèi, палл. беши лэй                                                | Секция неофициальных историй                                          | 36             | 1306          |
| 2.5.                                                                        | кит. трад. 雜史類, пиньинь záshǐ lèi, палл. цзаши лэй                                                | Секция частных историй                                                | 179            | 757           |
| 2.6.                                                                        | кит. трад. 詔令奏議類, пиньинь zhàolìng zòuyì lèi, палл. чжаолин цзоуи лэй                           | Секция повелений, указов и меморандумов                               |                |               |
| 2.6.1.                                                                      | кит. трад. 詔令之屬, пиньинь zhàolìng zhī shǔ, палл. Цзаолин чжи шу                                  | Высочайшие указы и эдикты                                             | 6              | 66            |
| 2.6.2.                                                                      | кит. трад. 奏議之屬, пиньинь zòuyì zhī shǔ, палл. цзоу чжи шу                                        | Меморандумы, обращённые Трону                                         | 92             | 830           |
| 2.7.                                                                        | кит. трад. 傳記類, пиньинь zhuànjì lèi, палл. чжуаньцзи лэй                                          | Секция жизнеописаний                                                  | 32             | 231           |
| 2.7.1.                                                                      | кит. трад. 聖賢之屬, пиньинь shèngxián zhī shǔ, палл. шэнсянь чжи шу                                 | Книги о совершенных мудрецах и гениях                                 | 105            | 519           |
| 2.7.2.                                                                      | кит. трад. 名人之屬, пиньинь míngrén zhī shǔ, палл. минжэнь чжи шу                                   | Книги о знаменитых мужах                                              | 210            | 2341          |
| 2.7.3.                                                                      | кит. трад. 總錄之屬, пиньинь zǒnglù zhī shǔ, палл. цзунлу чжи ши                                     | Упорядоченные записки                                                 | 59             | 116           |
| 2.7.4.                                                                      | кит. трад. 雜錄之屬, пиньинь zhī shǔ, палл. цзалу чжи ши                                             | Записки на разные темы                                                | 6              | 8             |
| 2.8.                                                                        | кит. трад. 史鈔類, пиньинь shǐchāo lèi, палл. шичао лэй                                              | Секция «выдержек из историй» (подборок цитат и сокращённых изложений) | 48             | 1847          |
| 2.9.                                                                        | кит. трад. 載記類, пиньинь zǎijì lèi, палл. цзайчжи лэй                                              | Секция местных историй                                                | 21             | 112           |
| 2.10.                                                                       | кит. трад. 時令類, пиньинь shílìng lèi, палл. шилин лэй                                              | Секция «распоряжений, продиктованных моментом»                        | 11             | 130           |
| 2.11.                                                                       | кит. трад. 地理類, пиньинь dìlǐ lèi, палл. дили лэй                                                  | Секция географических сочинений                                       |                |               |
| 2.11.1.                                                                     | кит. трад. 宮殿簿之屬, пиньинь gōngdiàn bù zhī shǔ, палл. гундянь бу чжи шу                          | Книги дворцовых обыкновений и распоряжений                            | 3              | 3             |
| 2.11.2.                                                                     | кит. трад. 總志之屬, пиньинь zǒngzhì zhī shǔ, палл. цзунчжи чжи шу                                   | Общие описания                                                        | 19             | 447           |
| 2.11.3.                                                                     | кит. трад. 都會郡縣之屬, пиньинь dūhuì jùnxiàn zhī shǔ, палл. духуэй цзюньсянь чжи шу                | Описания столиц, областей и уездов                                    | 108            | 2467          |
| 2.11.4.                                                                     | кит. трад. 河渠之屬, пиньинь héqú zhī shǔ, палл. хэцюй чжи шу                                        | Описания рек и каналов                                                | 52             | 245           |
| 2.11.5.                                                                     | кит. трад. 邊防之屬, пиньинь biānfáng zhī shǔ, палл. бяньфан чжи шу                                  | Охрана границ                                                         | 21             | 83            |
| 2.11.6.                                                                     | кит. трад. 山水之屬, пиньинь shānshuǐ zhī shǔ, палл. шаншуй чжи шу                                   | Горы и реки                                                           | 97             | 901           |
| 2.11.7.                                                                     | кит. трад. 古跡之屬, пиньинь gǔjì zhī shǔ, палл. гуцзи чжи шу                                        | Описания памятников старины                                           | 37             | 373           |
| 2.11.8.                                                                     | кит. трад. 雜記之屬, пиньинь zájì zhī shǔ, палл. цзацзи чжи шу                                       | Разные описания                                                       | 41             | 168           |
| 2.11.9.                                                                     | кит. трад. 游記之屬, пиньинь yóujì zhī shǔ, палл. юцзи чжи шу                                        | Описания путешествий                                                  | 21             | 123           |
| 2.11.10.                                                                    | кит. трад. 外紀之屬, пиньинь wàijì zhī shǔ, палл. вайцзи чжи шу                                      | Описания зарубежных стран                                             | 34             | 83            |
| 2.12.                                                                       | кит. трад. 職官類, пиньинь zhíguān lèi, палл. чжигуань лэй                                           | Секция служебных статутов                                             |                |               |
| 2.12.1.                                                                     | кит. трад. 官制之屬, пиньинь guānzhì zhī shǔ, палл. гуаньчжи чжи шу                                  | Организационная структура и штатное расписание                        | 42             | 354           |
| 2.12.2.                                                                     | кит. трад. 官箴之屬, пиньинь guānzhēn zhī shǔ, палл. гуаньчжэнь чжи шу                               | Чиновный протокол и правила поведения                                 | 8              | 107           |
| 2.13.                                                                       | кит. трад. 政書類, пиньинь zhèngshū lèi, палл. чжэнши лэй                                            | Секция политических энциклопедий и справочников                       |                |               |
| 2.13.1.                                                                     | кит. трад. 通制之屬, пиньинь tōngzhì zhī shǔ, палл. тунчжи чжи шу                                    | Общие установления                                                    | 7              | 331           |
| 2.13.2.                                                                     | кит. трад. 儀制之屬, пиньинь yízhì zhī shǔ, палл. ичжи чжи шу                                        | Своды правил поведения                                                | 47             | 319           |
| 2.13.3.                                                                     | кит. трад. 邦計之屬, пиньинь bāngjì zhī shǔ, палл. банцзи чжи шу                                     | Административные регламенты                                           | 46             | 250           |
| 2.13.4.                                                                     | кит. трад. 軍政之屬, пиньинь jūnzhèng zhī shǔ, палл. цзюньчжэн чжи шу                                | Военная администрация                                                 | 3              | 6             |
| 2.13.5.                                                                     | кит. трад. 法令之屬, пиньинь fǎlìng zhī shǔ, палл. фалин чжи шу                                      | Законы и приказы                                                      | 5              | 117           |
| 2.13.6.                                                                     | кит. трад. 考工之屬, пиньинь kǎogōng zhī shǔ, палл. каогун чжи шу                                    | Общественные работы и казённые ремёсла                                | 6              | 18            |
| 2.14.                                                                       | кит. трад. 目錄類, пиньинь mùlù lèi, палл. мулу лэй                                                  | Секция библиографий и каталогов                                       |                |               |
| 2.14.1.                                                                     | кит. трад. 經籍之屬, пиньинь jīngjí zhī shǔ, палл. цзинцзи чжи шу                                    | Каноническая литература                                               | 14             | 41            |
| 2.14.2.                                                                     | кит. трад. 金石之屬, пиньинь jīnshí zhī shǔ, палл. цзиньши чжи шу                                    | Эпиграфика                                                            | 22             | 60            |
| 2.15.                                                                       | кит. трад. 史評類, пиньинь shǐpíng lèi, палл. шипин лэй                                              | Секция исторической критики                                           | 101            | 884           |
| 3. Раздел «Мыслители» (кит. трад. 子部, пиньинь zǐbù, палл. цзы бу)         | |                                                                       |                |               |
| 3.1.                                                                        | кит. трад. 儒家類, пиньинь rújiā lèi, палл. жуцзя лэй                                                | Секция конфуцианцев                                                   | 307            | 2470          |
| 3.2.                                                                        | кит. трад. 兵家類, пиньинь bīngjiā lèi, палл. бинцзя лэй                                             | Секция военных мыслителей                                             | 47             | 388           |
| 3.3.                                                                        | кит. трад. 法家類, пиньинь fǎjiā lèi, палл. фацзя лэй                                                | Секция легистов                                                       | 19             | 105           |
| 3.4.                                                                        | кит. трад. 農家類, пиньинь nóngjiā lèi, палл. нунцзя лэй                                             | Секция мыслителей-аграриев                                            | 9              | 68            |
| 3.5.                                                                        | кит. трад. 醫家類, пиньинь yījia lèi, палл. ицзя лэй                                                 | Секция медицины                                                       | 94             | 702           |
| 3.6.                                                                        | кит. трад. 天文算法類, пиньинь tiānwén suànfǎ lèi, палл. тяньвэнь суаньфа лэй                        | Секция астрономии и математики                                        |                |               |
| 3.6.1.                                                                      | кит. трад. 推步之屬, пиньинь tuībù zhī shǔ, палл. туйбу чжи шу                                       | Наблюдения за небесными телами и календарное исчисление               | 24             | 128           |
| 3.6.2.                                                                      | кит. трад. 算書之屬, пиньинь suànshū zhī shǔ, палл. суаньшу чжи шу                                   | Вычисления                                                            | 4              | 23            |
| 3.7.                                                                        | кит. трад. 術數類, пиньинь shùshù lèi, палл. шушу лэй                                                | Секция гаданий и предсказаний                                         |                |               |
| 3.7.1.                                                                      | кит. трад. 數學之屬, пиньинь shùxué zhī shǔ, палл. шусюэ чжи шу                                      | Нумерология                                                           | 28             | 165           |
| 3.7.2.                                                                      | кит. трад. 占候之屬, пиньинь zhānhòu zhī shǔ, палл. чжаньхоу чжи шу                                  | Гадания по светилам и погодным явлениям                               | 27             | 380           |
| 3.7.3.                                                                      | кит. трад. 相宅相墓之屬, пиньинь xiāngzhái xiāngmù zhī shǔ, палл. сянчжай сянму чжи шу               | Геомантия                                                             | 19             | 138           |
| 3.7.4.                                                                      | кит. трад. 占卜之屬, пиньинь zhānbǔ zhī shǔ, палл. чжаньбу чжи шу                                    | Гадание по гексаграммам                                               | 24             | 62            |
| 3.7.5.                                                                      | кит. трад. 命書相書之屬, пиньинь mìngshū xiàngshū zhī shǔ, палл. миншу сяншу чжи шу                  | Трактаты по физиогномике                                              | 18             | 29            |
| 3.7.6.                                                                      | кит. трад. 陰陽五行之屬, пиньинь yīnyáng wǔháng zhī shǔ                                              | Инь и Ян, Пять элементов                                              | 261            | 163           |
| 3.8.                                                                        | кит. трад. 藝術類, пиньинь yìshù lèi, палл. ишу лэй                                                  | Секция искусств                                                       |                |               |
| 3.8.1.                                                                      | кит. трад. 書畫之屬, пиньинь shūhuà zhī shǔ, палл. шухуа чжи шу                                      | Каллиграфия и живопись                                                | 53             | 231           |
| 3.8.2.                                                                      | кит. трад. 琴譜之屬, пиньинь qínpǔ zhī shǔ, палл. циньпу чжи шу                                      | Музыкальная нотация                                                   | 12             | 49            |
| 3.8.3.                                                                      | кит. трад. 篆刻之屬, пиньинь zhuànkè zhī shǔ, палл. чжуанькэ чжи шу                                  | Гравировка печатей                                                    | 5              | 24            |
| 3.8.4.                                                                      | кит. трад. 雜技之屬, пиньинь zájì zhī shǔ, палл. цзацзи чжи шу                                       | Разные искусства                                                      | 11             | 48            |
| 3.9.                                                                        | кит. трад. 譜錄類, пиньинь pǔlù lèi, палл. пулу лэй                                                  | Естественные науки и практические занятия                             |                |               |
| 3.9.1.                                                                      | кит. трад. 器物之屬, пиньинь qìwù zhī shǔ, палл. циу чжи шу                                          | Орудия производства                                                   | 31             | 219           |
| 3.9.2.                                                                      | кит. трад. 飲饌之屬, пиньинь yǐnxuǎn zhī shǔ, палл. иньчжуань чжи шу                                 | Пища и напитки                                                        | 23             | 64            |
| 3.9.3.                                                                      | кит. трад. 草木禽魚之屬, пиньинь cǎomù qínyú zhī shǔ, палл. цаому циньюй чжи шу                      | Травы и деревья, звери и рыбы                                         | 35             | 202           |
| 3.10.                                                                       | кит. трад. 雜家類, пиньинь zájiā lèi, палл. цзацзя лэй                                               | Секция разных учений и предметов                                      |                |               |
| 3.10.1.                                                                     | кит. трад. 雜學之屬, пиньинь záxué zhī shǔ, палл. цзасюэ чжи шу                                      | Несистематические учения                                              | 184            | 761           |
| 3.10.2.                                                                     | кит. трад. 雜考之屬, пиньинь zákǎo zhī shǔ, палл. цза као чжи шу                                     | Разные исследования                                                   | 46             | 443           |
| 3.10.3.                                                                     | кит. трад. 雜說之屬, пиньинь záshuō zhī shǔ, палл. цзашо чжи шу                                      | Разные доктрины                                                       | 168            | 1112          |
| 3.10.4.                                                                     | кит. трад. 雜品之屬, пиньинь zápǐn zhī shǔ, палл. цзапин чжи шу                                      | Разнообразные предметы                                                | 26             | 172           |
| 3.10.5.                                                                     | кит. трад. 雜纂之屬, пиньинь zázuǎn zhī shǔ, палл. цзацзуань чжи шу                                  | Краткие изречения                                                     | 198            | 2837          |
| 3.10.6.                                                                     | кит. трад. 雜編之屬, пиньинь zábiān zhī shǔ, палл. цзабянь чжи шу                                    | Разные компиляции                                                     | 46             | 1396          |
| 3.11.                                                                       | кит. трад. 類書類, пиньинь lèishū lèi, палл. лэйшу лэй                                               | Секция общих и литературных энциклопедий                              | 217            | 27 504        |
| 3.12.                                                                       | кит. трад. 小說家類, пиньинь xiǎoshuōjiā lèi, палл. сяошоцзя лэй                                     | Секция прозы                                                          |                |               |
| 3.12.1.                                                                     | кит. трад. 雜事之屬, пиньинь záshì zhī shǔ, палл. цзаши чжи шу                                       | Малые формы, бессюжетная проза                                        | 101            | 884           |
| 3.12.2.                                                                     | кит. трад. 異聞之屬, пиньинь yìwén zhī shǔ, палл. ивэнь чжи шу                                       | Повествования о чудесном                                              | 60             | 352           |
| 3.12.3.                                                                     | кит. трад. 瑣記之屬, пиньинь suǒjì zhī shǔ, палл. соцзи чжи шу                                       | Повествования о незначительном                                        | 36             | 227           |
| 3.13.                                                                       | кит. трад. 釋家類, пиньинь shìjiā lèi, палл. шицзя лэй                                               | Секция буддийских писаний                                             | 13             | 117           |
| 3.14.                                                                       | кит. трад. 道家類, пиньинь dàojiā lèi, палл. даоцзя лэй                                              | Секция даосских писаний                                               | 100            | 464           |
| 4. Раздел «Собрания» (кит. трад. 集部, пиньинь jíbù, палл. цзибу)           | |                                                                       |                |               |
| 4.1.                                                                        | кит. трад. 楚辭類, пиньинь chǔ cí lèi, палл. чу цы лэй                                               | Секция «Чуских строф»                                                 | 17             | 75            |
| 4.2.                                                                        | кит. трад. 別集類, пиньинь biéjí lèi, палл. бецзы лэй                                                | Секция собраний сочинений одного автора                               | 1569           | 17 741        |
| 4.2.1.                                                                      | кит. трад. 漢至五代, пиньинь Hànzhì wǔdài, палл. Ханьчжи удай                                        | От эпохи Хань до Пяти династий                                        |                |               |
| 4.2.2.                                                                      | кит. трад. 北宋建隆至靖康, пиньинь Běisòng Jiànlóng zhì Jìngkāng, палл. Бэй Сун Цзяньлун чжи Цзинкан | Эпоха Северная Сун: царствования под девизами от Цзяньлун до Цзинкан  |                |               |
| 4.2.3.                                                                      | кит. трад. 南宋建炎至德佑, пиньинь Nánsòng Jiànyán zhì Déyòu                                         | Эпоха Южная Сун: царствования под девизами от Цзяньянь до Дэю         |                |               |
| 4.2.4.                                                                      | кит. трад. 金至元, пиньинь Jīn zhì Yuán, палл. Цзинь чжи Юань                                        | Эпохи Цзинь и Юань                                                    |                |               |
| 4.2.5.                                                                      | кит. трад. 明洪武開至崇禎, пиньинь Míng Hóngwǔ kāi zhì Chóngzhēn, палл. Мин Хунъу кай чжи Чунчжэнь   | Династия Мин: царствования под девизами от Хунъу до Чунчжэнь          |                |               |
| 4.2.6.                                                                      | кит. трад. 清代, пиньинь Qīngdài, палл. Циндай                                                       | Цинская династия                                                      |                |               |
| 4.3.                                                                        | кит. трад. 總集類, пиньинь zǒngjí lèi, палл. цзунцзи лэй                                             | Секция антологий                                                      | 400            | 7265          |
| 4.4.                                                                        | кит. трад. 詩文評類, пиньинь shī wén píng lèi, палл. ши вэнь пин лэй                                 | Секция критики поэзии и прозы                                         | 85             | 525           |
| 4.5.                                                                        | кит. трад. 詞曲類, пиньинь cíqǔ lèi, палл. цицюй лэй                                                 | Секция поэзии жанров «цы» и «цюй»                                     |                |               |
| 4.5.1.                                                                      | кит. трад. 詞集之屬, пиньинь cíjí zhī shǔ, палл. цыцзи чжи шу                                        | Собрания поэзии жанра «цы»                                            | 25             | 43            |
| 4.5.2.                                                                      | кит. трад. 詞選之屬, пиньинь cíxuǎn zhī shǔ, палл. цысюань чжи шу                                    | Сборники поэзии жанра «цы»                                            | 14             | 99            |
| 4.5.3.                                                                      | кит. трад. 詞話之屬, пиньинь cíhuà zhī shǔ, палл. цыхуа чжи шу                                       | Критика поэзии жанра «цы»                                             | 5              | 13            |
| 4.5.4.                                                                      | кит. трад. 詞譜韻之屬, пиньинь cípǔyùn zhī shǔ, палл. ципуюнь чжи шу                                 | Эталоны и ритмические темы жанра «цы»                                 | 5              | 39            |
| 4.5.5.                                                                      | кит. трад. 南北曲之屬, пиньинь nánběiqǔ zhī shǔ, палл. наньбэйцюй чжи шу                             | Юаньская драма Севера и Юга                                           | 8              | 35            |
| Критические материалы (кит. трад. 考證, пиньинь kǎozhèng)                   | |                                                                       |                |               |

### Библиографическая классификация и каталоги

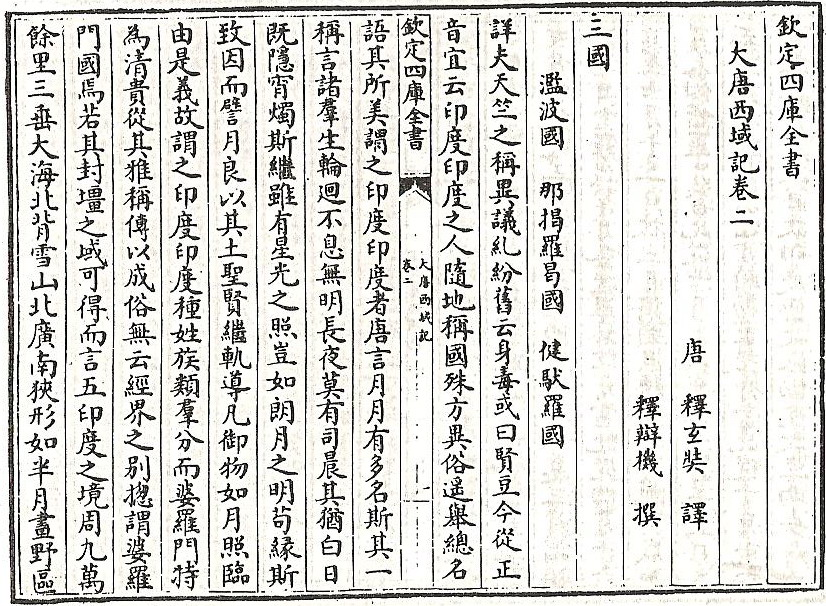
Первая страница текста «Путешествие в Западный край во времена Великой Тан» из экземпляра Сыку цюаньшу павильона Вэньюаньгэ

В эдикте 7 февраля 1772 года о сборе книг для составления «Полного собрания», упоминаются обе библиографические схемы, существовавшие в Китае. Это «Семь сводов» (кит. трад. 七略, пиньинь qīlüè) и «Четыре раздела» (кит. упр. 四库, пиньинь sìkù). Выбор лично императором именно четверичной схемы, не используемой для официальных изданий после династии Сун, отражает общую тенденцию к архаизации в культуре эпохи Цин. По К. Лю, это также подчёркивало культурную преемственность от классической китайской литературы и философии.
Составной частью рукописной библиотеки-серии были печатные и рукописные каталоги, составляемые одновременно и параллельно с «Сыку», и включаемые в её состав. Императорский эдикт 1772 года предусматривал составление аннотации или реферата к каждому присылаемому для рассмотрения тексту. В июле 1773 года началось создание отдельного аннотированного каталога, а порядок его составления был формализован указом 31 августа 1774 года. Окончательный проект сводного аннотированного каталога был поднесён императору 10 марта 1781 года. В результате был издан в 200 цзюанях аннотированный каталог, который представлял собой объёмное оглавление 4 разделов и 44 рубрик с рефератами включённых и не включённых в собрание сочинений. Издание каталога прилагалось ко всем семи сводам «Сыку цюаньшу». Существовало также краткое оглавление в 20 цзюанях, включавшее только рефераты тех работ, которые действительно содержались в «Сыку». Там указывалось заглавие книги, её объём в иероглифах, автор, дата составления и аннотация. Предполагалось, что он облегчит пользование текстами «Полного собрания». Одобренные императором в 1782 году оглавления оформлялись так же, как и остальные тома библиотеки, и также снабжались императорской печатью. Результаты текстуальных коллаций были сведены в 100 цзюаней в особый раздел каочжэн. Изначально они прилагались к каждой книге в своде, но в 1776 году было предписано их объединить. Коллационный раздел также был переписан в едином стиле и приложен к каждому из комплектов «Сыку».
Полнота библиографий и каталогов, сопровождающих составление «Сыку цюаньшу», высоко оценивалась западными синологами. В пособии по китайской библиотечной классификации, опубликованном в США, утверждалось, что в каталогах «Сыку» (с их последующими дополнениями) отражены все старокитайские публикации, вышедшие в свет до 1875 года. Американский библиограф Шерил Тарсала, утверждала, что рубрикация «Полного собрания» была во многих отношениях инновационной, отражая изменения в интеллектуальных предпочтениях в Китае XVIII века. Например, ритуальная музыка, которая традиционно включалась в Шестиканоние, в каноническом разделе «Сыку» была «понижена в ранге» и перенесена ниже конфуцианских текстуальных наборов (1.9); тексты о технических аспектах музыки были помещены в раздел «Мыслители» (3.8.2). В историческом разделе появились секции 2.3. и 2.4., которые ранее никогда не существовали в китайских библиографиях, вдобавок, тексты, относимые к категории «неофициальных», стали частью историографии и были поставлены сразу после образцовых историй, санкционированных верховной властью. Конфуцианцы, относившиеся к направлению «Ханьского учения», резко понизили в статусе и даосизм, тексты которого в традиционных библиографиях ставились в секции, следующей за конфуцианской. В «Сыку» даосские писания были помещены в самом конце секции «Мыслители» (3.14), даже ниже буддийских трактатов. Их место заняли писания военной школы. Не менее характерно то, что словари и филологические сочинения были помещены в каноническом разделе, занимая 12 % его объёма. В разделе «История», примерно 26 % представленных текстов были о разных аспектах географии и этнографии. В этом же разделе была введена прежде не существовавшая секция политических энциклопедий и справочников, в которых в виде рубрик входили разделы о военной администрации и различные регламенты, среди которых были помещены и статистические сведения. Была введена особая рубрика для эпиграфических источников (2.14.2). В разделе «Трактаты мыслителей» была предусмотрена отдельная секция астрономии и математики, которая отделяла гадательные практики от технических расчётов, что также повышало ценность практических и технических дисциплин.

### Содержательные особенности
Свод «Сыку цюаньшу» создавался в рамках политики контроля над образованием и духовной жизни китайской образованной элиты, поэтому содержал нормативный набор текстов, отражающий конфуцианскую ортодоксию. Подбор текстов отражал неоконфуцианские предпочтения цинской власти: так, в соответствующем разделе были помещены полное собрание сочинений Чжан Цзая, «Заветы братьев Чэн», составленные Чжу Си. Они сопровождались комментариями Ли Гуанди. К образцовым историческим сочинениям Сыма Цяня и Бань Гу были приложены критические комментарии цинского учёного Шао Тайцюя, а также трактат «Сходства и различия Сыма — Бань». Хотя в корпусе «Полного собрания» присутствуют разделы, посвящённые буддизму и даосизму, но они крайне ограничены. В разделе, посвящённом мыслителям, попали только 13 заглавий буддийских сочинений, и 41 даосское; что составляло около 2 % суммарного объёма свода буддийских и даосских писаний. В буддийскую секцию не включили известной сунской компиляции «Жизнеописания патриархов» (кит. 高僧传), равно как не было жизнеописаний достойных монахов эпохи Тан. Император не захотел включать в свод «Трипитаку» и «Дао цзан» в полном виде, поскольку из указа 3 марта 1773 года следует, что «Полное собрание» должно было стать их конфуцианским аналогом.
Подбор книг для включения в «Полное собрание» отражал множественность точек зрения на его состав, а критерии для включения иногда непонятны. Например, один из древнейших китайских трактатов о каллиграфии «Би чжэнту» (笔阵图) был внесён в секцию элементарного образования, вероятно, на основании того, что там рассматривались восемь приёмов каллиграфии. Уже современники отмечали, что этот трактат должен быть отнесён к секции искусств. «Записки Цзегу» танского литератора Нань Чжо были отнесены к секции музыки лишь на том основании, что там говорилось о музыкальных инструментах. Го Богун утверждал, что этот текст также должен был оказаться в секции искусств. Трактат «Цзо-чжуань ритмической прозой» по заглавию был помещён в секцию «Чунь цю», несмотря на то, что являлся литературной энциклопедией и должен был относиться именно к этой секции. «Предание о сыне Неба Му» попало в секцию исторических хроник. Мифологическая «Книга гор и морей» и даосская «Книга десяти континентов» были отнесены к секции географии. Художественное «Жизнеописание ханьского государя У-ди» и сунский эротический роман «Жизнеописание Фэйянь» по заглавию попали в секцию биографий, хотя должны были оказаться или в «Повествованиях о чудесном» или в секции прозы.
Причудливостью отличалось разнесение по категориям китайских мыслителей. «Канон великого сокровенного» Ян Чжу вошёл в конфуцианскую секцию, хотя содержательно относится к даосизму или разделу гаданий и предсказаний. Даосский трактат «Ивай бечжуань» по первому иероглифу был внесён в секцию «И-цзина», хотя содержательно должен был оказаться именно в даосской секции. Иногда сочинения конфуцианцев оказывались в разделе сборников секции бессюжетной прозы, хотя должны были относиться к разделу мыслителей. Иногда император вмешивался в процесс распределения текстов. Так, политическая энциклопедия «Вэньсянь тункао» была включена в раздел «Сборники». В разные секции попали компиляции «Хань чжи», «Тан чжи» и «Сун чжи», хотя относились к одному и тому же жанру.

## История создания
По утверждению Го Богуна, меморандумы, авторы которых предлагали ревизовать классическое наследие Китая и создать свод образцовой литературы, представлялись ко двору императора Цяньлуна ещё в 1741 и 1750 годах. Формально работа над «Сыку цюаньшу» продолжалась от 7 февраля 1772 по 26 июля 1787 года, маркированная императорскими указами о её начале и обнаружении крамольных текстов в составленном своде. Фактически исправление текстов продолжалось до 1796 года, когда были завершены все семь комплектов библиотеки-серии для императорских и публичных книгохранилищ.

### Эдикт императора Цяньлуна

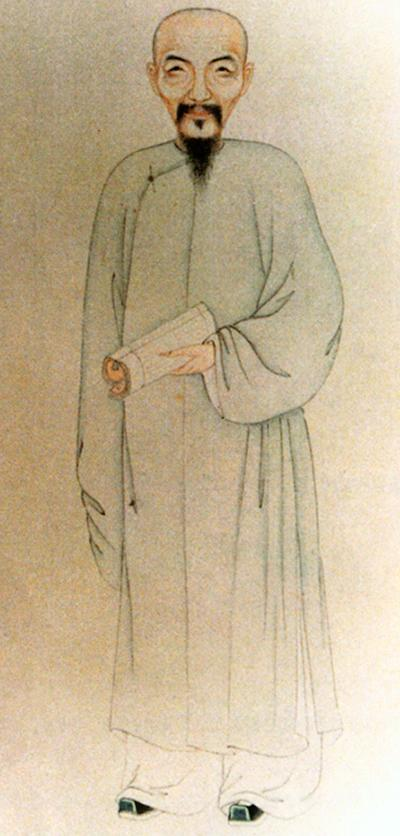
Изображение главного редактора «Сыку цюаньшу» Цзи Юня из книги «Портреты учёных Цинской династии»

Формальным поводом для собирания императорской библиотеки было празднование 60-летия императора и 80-летия его матери в 1771 году. Составление свода «Сыку цюаньшу» было санкционировано двумя императорскими эдиктами. Текст эдикта 7 февраля 1772 года сохранился в нескольких вариантах, отличающихся друг от друга. Эталонный текст был помещён в начале рукописи из павильона Вэньюаньгэ (страницы 1B—2A); второй вариант помещён в сборник указов династии Цин, третий — в библиографию Сыку цюаньшу цзунму. К. Кадерас отмечал, что эталонный вариант лишён табуированных иероглифов, что свидетельствует о его предназначении для «внутреннего» использования. В содержательном отношении это был призыв провинциальным властям составить списки «заслуживающих внимания» книг в их областях и далее отправить отобранные в Пекин для копирования с последующим возвращением их владельцам. Целью отбора было «увеличение запасов в дворцовых хранилищах» (нэйфу). По-видимому, результаты не воспоследовали, поэтому 11 ноября 1772 года указ был повторён. Проект составления «Полного собрания книг», предположительно, впервые был предложен Чжу Юнем — начальником отдела образования Аньхоя — в меморандуме, направленном в ответ на ноябрьский указ. Чжу Юнь предложил четыре задачи: сохранения редких сочинений X—XIII веков, восстановления утраченных книг по своду «Юнлэ дадянь», составления нового аннотированного каталога по образцу Лю Сяна и Лю Синя, а также подготовки сводного каталога эпиграфических памятников. Меморандум был рассмотрен на заседании Государственного совета, и 16 февраля 1773 года было принято согласиться с двумя задачами — восстановления текстов по «Юнлэ дадянь» и составления аннотированного каталога. По мнению Р. Гая, его меморандум был во многих отношениях уникальным. Во-первых, судя по всему, это был единственный развёрнутый ответ на императорский указ; во-вторых, официальное лицо выступало как неформальный представитель целого сословия.
В ответ на решения Государственного совета, последовали императорские указы от 26 февраля и 3 марта 1773 года. Февральский эдикт подтверждал основные задачи проекта, включая составление каталога книг, мартовский предусматривал, что библиотека-серия должна быть организована в соответствии с четверичной классификацией и должна получить имя «Сыку цюаньшу». Этим же указом на базе Академии Ханьлинь создавался комитет по составлению «Полного собрания книг по четырём разделам»; меморандум о его основании был подан 3 апреля, но в нём не указывались включённые в проект лица.

### Проект и отбор материалов
По мнению Кэри Лю, формат и даже само название свода были уникальными для китайской интеллектуальной традиции. Прежние библиографические компиляции именовались либо по девизу правления монарха, либо книгогранилища, для которого предназначались. Их формат может быть классифицирован по двум категориям. Энциклопедии «Юнлэ дадянь» или «Гуцзинь тушу цзичэн» составлялись в жанре лэйшу — «книг по рубрикам» — в которых тексты отбирались из работ разных авторов и группировались по тематике. Императорские библиотеки-серии составлялись по классификационной схеме четырёх разделов и включали целые сочинения, иногда большого объёма. «Сыку цюаньшу» был новаторским изданием, поскольку представлял собой первую настоящую библиотеку-серию (цуншу). Это свидетельствовало об изменении концепции составления императорской библиотеки. Прежде она комплектовалась по принципу старины и редкости сохраняемых книг, при императоре Цяньлуне была поставлена задача составления особо отобранной серии, в которой тексты будут очищены как от разнообразных «ересей» и политически неприемлемых идей, так и от непреднамеренных ошибок. Иными словами, это был проект «литературной инквизиции». В меморандуме назначенного главой издательского комитета учёного Цзи Юня речь шла о собирании именно рукописей, которые становились всё более редкими из-за распространения печатных изданий, в которых тиражировались лишь ортодоксальные комментарии или более популярные со времён династии Сун тексты. Ученик Чжу Юня Чжан Сюэчэн в своём рассуждении о литературных классиках и истории, настаивал на выборке именно по «библиотекам конфуцианцев». Он взял за основу книжное собрание своего современника — библиофила из Шаньдуна Чжоу Юнняня (1730—1791) и пришёл к выводу, что необходимо собирание «конфуцианской Трипитаки».
Тексты для «Сыку» отбирались как из имеющихся в столичных библиотеках, так и провинциальных. Из собраний императорского дворца составителям было передано 149 заглавий книг; 327 заглавий книг и документов поступили из библиотек и архивов государственных учреждений; 385 сочинений было извлечено из «Юнлэ дадянь». Единственный экземпляр этого свода хранился в Академии Ханьлинь. Сочинения, поступающие из провинциальных книжных собраний, Го Богун классифицировал по трём направлениям: полученные от провинциальных властей; поступившие от частных лиц (добровольно или по разнарядке); и «широко распространённые». Для этого в каждой провинции были созданы временные книжные палаты (шуцзюй) которые должны были отслеживать дублеты или нежелательные для представления тексты. Составленные ими книжные списки посылались в комитет по составлению «Полного собрания». Одобренные книги посылали в Пекин и составляли в дворцовой зале Воинской доблести (Уиньдянь). Всего в состав свода вошло 1451 сочинение, присланное из провинции, и ещё 3934 были отмечены в аннотированной библиографии, то есть оценены как достойные упоминания и рекомендуемые для государственных чиновников. Больше всего сочинений было прислано властями и библиофилами провинции Чжэцзян (30,4 % заглавий).
В общей сложности в «Сыку» попало 1053 заглавия книг, присланных из провинций, — около 30 % общего их числа. Четверо библиофилов прислали в издательский комитет по 500 и более сочинений каждый, за что были награждены полным комплектом энциклопедии «Гуцзинь тушу цзичэн», а также стихами, самолично составленными императором для двух самых замечательных произведений, и гравюрами, на которых было изображено покорение Синьцзяна. Этому был посвящён императорский эдикт от 14 дня бин-инь пятой луны 39-го года эры Цяньлун (22 июня 1774 года). К 1777 году было решено задержать отобранные сочинения во дворце (далее они были оформлены как дары императору), а в 1787 году они были особым указом оставлены в собрании Академии Ханьлинь как «резервные». Крупнейшим донатором оказался Ма Юнь из Янчжоу — сын библиофила Ма Юэгуаня (1688—1755), который прислал в Пекин 700 названий сочинений из фамильного собрания. Вторым по щедрости оказался Фань Маочжу (1721—1780), потомок в восьмом колене основателя библиотеки Тяньигэ Фань Циня. Он прислал 638 заглавий сочинений. На третьем месте стоял Бао Тинбо (1728—1814) из Ханчжоу, приславший 626 книг из своего личного собрания. Четвёртым оказался его земляк Ван Цзишу, представивший 524 сочинения. Ещё девять человек прислали более 100, но менее 500 книг, большая их часть представляла южные провинции. Эти жертвователи получили по экземпляру словаря рифм и литературных аллюзий «Пэйвэнь юньфу» и императорские стихи, восхвалявшие одно из присланных сочинений.
Книги, отнесённые к категории «общераспространённых», обычно закупались на рынке или переписывались. В состав свода вошло 100 заглавий и ещё 87 в аннотированный каталог. Предварительный этап сбора материалов завершился императорским указом 10 сентября 1774 года, открывавшим «литературную инквизицию».
В монографии Го Богуна приведена таблица, отражающая масштабы цензуры.
| Провинция | Число книг, отмеченных как «исправленные» цензурой |
| --------- | -------------------------------------------------- |
| Чжэцзян   | 404                                                |
| Цзянси    | 314                                                |
| Цзянсу    | 294                                                |
| Аньхой    | 189                                                |
| Чжили     | 178                                                |
| Фуцзянь   | 124                                                |
| Шаньси    | 123                                                |
| Хэнань    | 117                                                |
| Сычуань   | 73                                                 |
| Шэньси    | 53                                                 |
| Хунань    | 40                                                 |
| Хубэй     | 35                                                 |
| Гуандун   | 23                                                 |
| Шаньдун   | 22                                                 |
| Юньнань   | 18                                                 |
| Гуанси    | 11                                                 |
| Гуйчжоу   | 7                                                  |
| Ганьсу    | 2                                                  |

### Комитет по составлению «Сыку цюаньшу»
По мнению Р. Гая, создание всеобъемлющего интеллектуального свода характеризовало цинскую политику превращения Пекина в крупнейший интеллектуальный центр страны в противовес регионам Нижней Янцзы, особенно Янчжоу, Сучжоу и Ханчжоу, откуда происходило наибольшее число материалов для библиотеки-серии. В издательском комитете наибольшую роль сыграли именно пекинские потомственные интеллектуалы-чиновники во главе с Цзи Юнем. Цзи Юнь принадлежал к философско-методологическому направлению «ханьского учения» в противоположность развивавшемуся с минской эпохи «доказательному изучению». После издания императорского эдикта о собирании книг, Цзи Юнь направил в Пекин меморандум, к которому приложил 17 книг, собранных его учениками изо всех округов провинции Аньхой. Одним из них был его секретарь Дай Чжэнь. Меморандум был зарегистрирован 3 января 1773 года, и 26 февраля биография Цзи Юня была рассмотрена и доложена императору на заседании Государственного совета по представлению Яо Ная. Главным лоббистом его назначения был глава Императорского секретариата Ли Тунсюнь, который уже работал с Цзи Юнем в 1750-х годах. Известен был Цзи Юнь и лично императору. В результате, после дискуссий, было решено отозвать его из Аньхоя и назначить главой комитета по составлению «Сыку цюаньшу».
О значении, которое придавалось составлению «Сыку цюаньшу», свидетельствует состав высшей коллегии. Надзор за все аспектами осуществлял канцлер Агуй и высшие лица государства, включая трёх сыновей Цяньлуна — старших Юнжуна (1744—1790) и Юнчэна (1739—1777); с 1773 года заседателем высшей коллегии стал 15-й сын Юнъянь — будущий император. Сын прежнего канцлера Фухэна — Фулунган — также занял место в комитете по составлению свода. В последнее десятилетие большую роль в цензуре и надзоре стал играть императорский фаворит Хэшэнь.
В исследовании Р. Гая приводится таблица, в которой состав Комитета указан в соответствии с их рангом.
| Ранг       | Должность                                                  | Число занятых |
| ---------- | ---------------------------------------------------------- | ------------- |
| 1A         | Заседатель высшей коллегии                                 | 16            |
| 1B         | Помощник высшей коллегии                                   | 6             |
| 1B         | Старший цензор                                             | 15            |
| 3A         | Главный редактор                                           | 3             |
| 3A         | Главный редактор по коллации текстов                       | 1             |
| 5B         | Редактор по коллации текстов, доставленных из провинций    | 6             |
| 6A         | Компилятор Академии Ханьлинь                               | 20            |
| 6B         | Редактор по коллации текстов, извлекаемых из «Юнлэ дадянь» | 38            |
| 7A         | Младший редактор «Аннотированного каталога»                | 7             |
| 7B         | Смотритель зала Уиньдянь                                   | 9             |
| Вне рангов | Копиист                                                    | 212           |

В большинстве своём участники комитета по составлению «Сыку цюаньшу» были людьми молодого или среднего возраста. Самым старшим был 48-летний Дай Чжэнь, председателю Цзи Юню было 43 года, а средний возраст редакторов и компиляторов достигал 31 года. В большинстве своём заседатели высшей коллегии и редакторы по коллации не были членами Академии Ханьлинь и были отобраны по их научным заслугам и деловым качествам. Из 40 членов комитета, третьего ранга или выше, 12 представляли Академию. Для молодых учёных участие в составлении «Сыку цюаньшу» явилось существенным подспорьем для карьерного роста. Например, назначенный в 1780 году компилятор Ван Цзэн через три года занял должность в провинции. Чэнь Чанцзи, назначенный компилятором в 1778 году, в 1785 году удостоился третьего ранга на столичных экзаменах и пошёл на повышение. Самый большой карьерный рост продемонстрировал У Шэнлань, который начинал редактором шестого ранга, а спустя 11 лет стал заместителем главы министерства общественных работ (второй основной ранг).

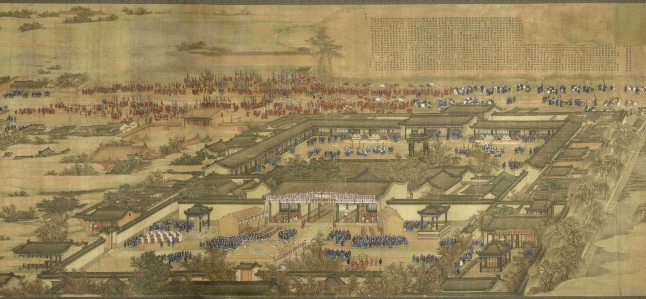
Вид Академии Ханьлинь. Картина 1744 года. Париж, Музей Чернуски

Поскольку редакторы работали с огромным количеством книг, им требовалось всё больше рабочего места. С весны 1773 года коллаторам предоставили анфиладу в западном крыле здания Академии Ханьлинь. Далее в том же году им выделили складское помещение императорской книгопечатни. Июнем 1778 года датирован меморандум, в котором утверждается, что выделенное для работы знание архива военного министерства совершенно переполнено и это мешает повседневной работе. К 1783 году работы над текстами велись на четырёх площадках, которые требовали особых расходов на охрану и поддержание порядка. Должность смотрителя залы Уиньдянь впервые появилась в номенклатуре династии Юань, а в Цинскую эпоху означала чиновника среднего звена, который присматривал за писцами низшего уровня. Пятеро из них были этническими маньчжурами, ещё один маньчжур был копиистом; остальные члены коллектива были ханьцами. Редакторы обеспечивали организацию ежедневной текстологической работы; главным специалистом по коллации был Чжи Луфэй. Повседневную связь комитета с императором осуществлял Великий секретарь Юй Минчжун, когда же государь удалялся на отдых в Чэндэ, переписку вёл Лу Сисюн. Юй Минчжун также отчитывался и перед императорским фаворитом Хэшэнем.
Самыми многочисленными сотрудниками были рядовые копиисты, из которых в составлении четырёх сводов для императорского дворца участвовало 2826. После начала работ над тремя южными сводами, в команду копиистов было привлечено ещё 1000 сотрудников. Они были разделены на группы по четырём разделам свода.

### Финансы
О финансировании проекта и его затратности известно относительно мало. Составление четырёх сводов для императорских дворцов, по-видимому, оплачивалось из средств дворцового казначейства, то есть личных владений императора, а не государственной казны. Работа в комитете по составлению «Сыку цюаньшу» была престижной, но малодоходной для его участников. Первоначально сотрудникам, уже занимающим должности в Академии Ханьлинь, вообще не полагалось жалованья, однако император повелел выдавать его натурой (рисом). Судя по одному из меморандумов 1783 года, рисовый паёк выдавался в серебре. Сумма сохранилась только для редакторов — 6,8 лянов серебром в месяц. Император нерегулярно одаривал членов комитета (один раз пожаловал штуку шёлка, а в другой — канталупы), то есть дары были символическими. Копиисты служили без жалованья, однако их ставили во главу списка ожидающих вакансий на повышение. Копиист Сунь Чэньдун на дворцовых экзаменах 1772 года удостоился третьего места, и вместе со степенью цзиньши получил место редактора.
Финансирование переписывания трёх южных сводов, вероятно, было смешанным. Наём дополнительных копиистов также осуществлялся за счёт дворцового казначейства. С другой стороны, когда в 1794 году стало известно, что в колофоны свода для павильона Вэньланьгэ в Ханчжоу проникла крамола, переделку рукописей осуществили за счёт средств соляной монополии. Обложили также местных купцов и работы были завершены к 1795 году. Общая сумма расходов совершенно неизвестна. В одном из стихотворений императора Цяньлуна упоминается сумма в миллион лянов серебром, но невозможно определить, является ли она точной или литературным преувеличением.

### Ход работы

#### 1770-е годы

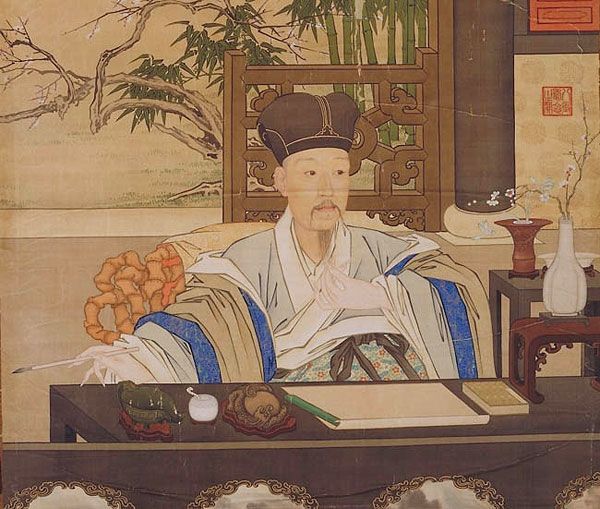
Портрет императора Цяньлуна в образе конфуцианского учёного работы Джузеппе Кастильоне

Доставляемые в Пекин рукописи и ксилографы поступали в императорскую книгопечатню, где их осматривали, проводили коллацию, и заносили в каталог. Важнейшей задачей при коллации было сопоставление текстуальных версий, а также сравнение с текстами, попавшими в «Юнлэ дадянь», поскольку последние расчленялись. Далее редакторы рассматривали тексты с точки зрения своей профессиональной специализации. Первично отобранные книги поступали на хранение в зал Уиньдянь императорского дворца, откуда поступали копиистам. Переписанный набело текст прочитывался двумя редакторами независимо друг от друга, причём тексты, созданные до воцарения Цинской династии, сличались с имеющимися в императорской библиотеке. Каждый этап работы на всех звеньях передачи оформлялся особой бюрократической процедурой на специальном бланке. После всех процедур тексты поступали главным редакторам для окончательной вычитки, результаты которой докладывались государю лично. Редакторы по коллации не имели права пользоваться красной тушью для исправлений, поскольку ею правили тексты император и Великий секретарь Юй Минчжун. Окончательно одобренные на высочайшем уровне тексты поступали переписчикам и оформителям для помещения в библиотечные павильоны четырёх императорских дворцов.
Практически все сохранившиеся свидетельства (включая автобиографию редактора-справщика Вэн Фанкана) свидетельствуют о комфортабельной в психологическом смысле атмосфере в проекте. Его участники имели достаточно интеллектуальной свободы и чувствовали, что причастны к делу неизмеримой важности. Во время работы копиисты и редакторы бесплатно столовались в Академии. Специалисты высшего уровня поддерживали между собой неформальные отношения, организовывали пиры и поэтические турниры. Отчасти эти связи повышали качество работы: компилятор Академии Чжоу Юннянь (1730—1791) владел личной библиотекой в 100 000 цзюаней, которую предоставил своим коллегам для текстологических изысканий и иного.
Редакторы и справщики имели достаточно свободного времени, чтобы реализовывать свои личные проекты: так, Шао Цзиньхань, работавший над извлечением текстов из «Юнлэ дадянь», издал частным образом два из них; некоторые же переписывал от руки и распространял среди друзей. Иногда у них появлялась возможность присвоить себе книжные ценности. Так, компилятор Академии Хуан Шоулин в 1774 году утерял один том энциклопедии «Юнлэ дадянь», который вынес с рабочего места. Император был чрезвычайно разгневан и поднял на ноги всю столичную стражу, и спустя несколько дней книга вернулась при не вполне ясных обстоятельствах. Это не умерило государева гнева (он обвинял и столичных книготорговцев), но в целом участники комитета не слишком пострадали. Даже виновный Хуан Шоулин отделался штрафом в размере жалованья за три года, а двое смотрителей были оштрафованы на полугодовую сумму жалованья. После этого, однако, выдача материалов на руки сотрудникам была строжайше запрещена. Из-за этого сорвался частный проект Чжоу Юнняня, который нанял 10 писцов, чтобы копировать материалы, извлекаемые из «Юнлэ дадяни», для последующего опубликования.
Наиболее тяжёлой была работа корректоров-сверщиков, которые должны были сравнить окончательный текст каждого тома с источниками, послужившими для него основой. Хотя императорским указом была установлена норма в 5 страниц в день, в действительности они вычитывали от 2000 до 3000 страниц в месяц. Вдобавок, на редакторов оказывал давление лично император, и это в условиях, когда пропущенная ошибка в одном иероглифе могла в буквальном смысле сделаться вопросом жизни и смерти. Уже 13 ноября 1773 года Цяньлун обнаружил некоторые ошибки и дал указание комитету усилить бдительность и тщательность в работе. Наследный принц через две недели издал распоряжение не торопиться с работами, делая акцент на тщательной вычитке исходных текстов и результата работы копиистов. Также он распорядился 22 редакторам провести тщательную ревизию всех материалов в зале Уиньдянь, перед тем, как докладывать императору о результатах. Также наследный принц ввёл систему поощрений и взысканий: корректор или справщик, обнаружив ошибку, получал поощрение, тогда как копиист — взыскание. Если вышестоящий редактор или цензор обнаруживал ошибку, взыскание получали все ответственные на всех ступенях ниже. Наконец, если ошибку обнаруживал лично император, тогда глава комитета получал взыскание по линии министерства наказаний. В соответствии с числом взысканий и поощрений оценивалась работа копиистов и справщиков при повышении в должности. Несмотря на принятые меры, император по-прежнему находил ошибки и был недоволен качеством работы. В результате в 1774 и 1779 годах коллегия редакторов была дважды заменена.

#### 1780-е годы
70-летие императора, отмечаемое в 1781 году, ускорило темпы завершения работ; почти половина сохранившихся документов, освещающих составление «Сыку цюаньшу», датировано именно эти годом. Окончание переписки свода для павильона Вэньюаньгэ стало одним из подарков к государеву юбилею. Другим даром от чиновников всей империи было 2233 статуи Будды Амиды, стоимостью 321 000 лянов серебром. Официальная презентация свода Вэньюаньгэ состоялась в первую луну 47 года правления императора Цяньлуна (1782), тогда же участники проекта получили награды и повышения. В течение года государю на утверждение были представлены аннотированный каталог «Сыку цюаньшу», и много маньчжурских исторических сочинений и словарей. Однако это не означало окончания проекта.
В 1781 году один из главных редакторов — Цзи Луфэй — был обвинён в утрате части материалов для переписки базовой рукописи, понижен в должности, и заменён через неделю на Сунь Шии. Число наложенных взысканий непрерывно возрастало: 5006 в 1781 году, а в 1782 году 7072, о которых было сообщено, и фактических — 12 033. После 1784 года статистика взысканий более не велась. К 1787 году, когда было готово пять рукописных сводов, император мог в случайном порядке взять любой том в библиотеках своих резиденций, и регулярно находил новые ошибки и упущения. В результате он назначил особую комиссию по исправлению «Сыку цюаньшу», во главе которой поставил Хэшэня. Во второй половине 1787 года пришлось срочно отправить Цзи Сяоланя с большим штатом редакторов и копиистов в Чэндэ для внесения исправлений; это сильно ухудшило отношение к Хэшэню придворных учёных. Как минимум двое коллаторов текстов из «Юнлэ дадяни» участвовали в расследовании дела Хэшэня и оценке его состояния после низвержения.

### Маньчжуры, цензура и «Полное собрание»

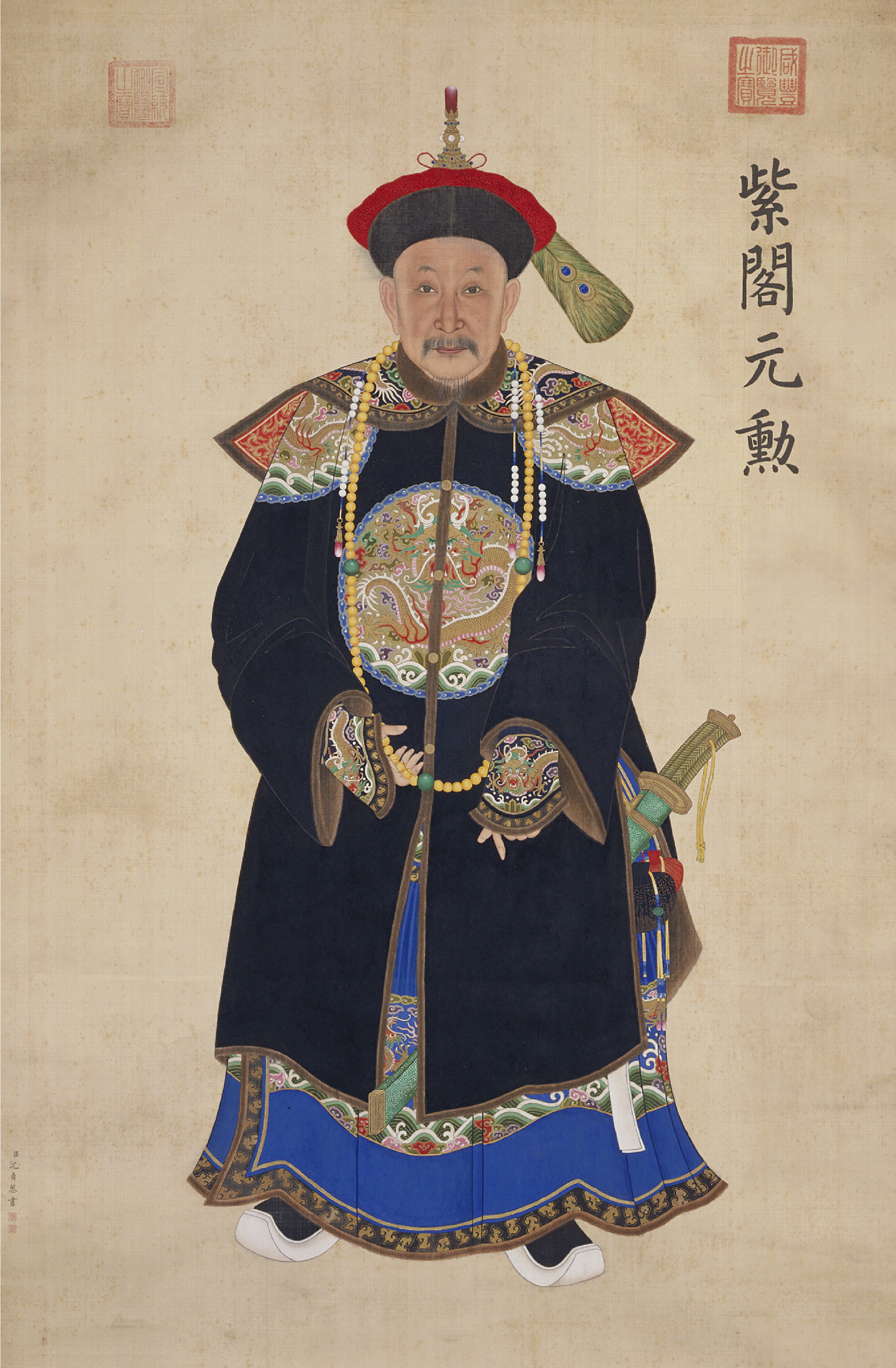
Портрет канцлера Агуя

Император Цяньлун явно проводил проманьчжурскую линию в своей интеллектуальной политике, и прилагал немалые усилия для укрепления маньчжурской идентичности. В состав «Сыку» включили объёмные материалы (на китайском языке) о происхождении и генеалогии маньчжуров. Параллельно велось составление всеобъемлющего свода шаманских ритуалов «Обряды маньчжурского поклонения Небу и духам», завершённое в 1783 году под редакцией канцлера Агуя. Эти компиляции, а также «Изыскания о происхождении маньчжурского народа», «Описание восьми знамён» были в полном объёме включены в «Сыку» в исторический раздел, секцию книг об управлении.
Первые упоминания о цензуре в контексте составления «Сыку» появились в апрельском императорском эдикте 1773 года. Согласно этому эдикту, если губернаторы и иные чиновники, представляя книги из частных собраний, умолчат о текстах, содержащих «извращения» или призыв к бунту, то наказание последует незамедлительно. Уже в сентябре 1774 года указ был ужесточён, особое внимание уделяя неофициальным историям падения династии Мин, которые «чрезвычайно умножились». В целом, Р. Гай отмечал одновременный успех и неуспех цензуры: если она сказалась на составе и содержании библиотеки-серии, то прекратить или ограничить использование в учёной среде запрещённых текстов вообще не оказалось возможным. Скорее, следует говорить о том, что цензура и вспышка «литературной инквизиции» в первой половине 1780-х годов объяснялась борьбой интеллектуальных течений в цинских бюрократических кругах. Закончилась она победой последователей «ханьского учения», после чего цензура, возложенная на самих же представителей учёной бюрократии, постепенно сошла на нет. Не случайно в состав «Сыку» были включены избранные труды Хуан Цзунси и Ван Фучжи, а прочие их тексты были учтены в аннотированном каталоге. Хронология процессов в рамках «литературной инквизиции» и этапы составления свода не совпадают напрямую и не позволяют однозначно признать «Сыку» его инструментом.
Исправления, которые император из раза в раз требовал вносить в тексты «Сыку», сводились, главным образом, к следующему. В текстах, касающихся взаимоотношений династий Сун, Ляо и Цзинь, а также первых десятилетий правления Цин в Китае, последовательно табуировались и заменялись уничижительные эпитеты и эвфемизмы в отношении северных народов, осуществлявших захваты китайских территорий. Таковы: «пленники» (虏), «собаки и овцы» (犬羊), «инородцы» (夷狄) и даже «нюйчжэни». Казус 1787 года со сводом из Чэндэ очень показателен: было велено в сплошном порядке, не заботясь о смысле и контексте, заменить иероглифы «ху» (северные варвары, дословно «глупцы» 胡), «вор», «грабитель», «пленник». «Ху» в большинстве случаев меняли на «Цзинь», «пленника» — на «соперника» (敌), «воров» — на «людей» вообще, а «разбойников» — на «гостей». «Южных разбойников» (то есть участников сопротивления против маньчжуров) меняли в сплошном порядке на «проникших на Юг» (南侵). Особенно тяжело было заменять эти иероглифы в именах собственных, для которых приходилось подбирать эквиваленты-омофоны.
17 августа 1782 года был издан указ о составлении трёх экземпляров «Полного собрания книг» для южных провинций, чтобы ими могли пользоваться все учёные. Официально это было оформлено как государева благодарность регионам, поставившим для собрания наибольшее число материалов. До 1788 года чиновники высших ведомств могли по своему рангу посещать императорский дворец и пользоваться экземпляром павильона Вэньюаньгэ. Однако после 1788 года все четыре дворцовых экземпляра оказались доступными лишь для государя. Учёные-чиновники могли использовать материалы, сохранённые в Академии Ханьлинь. В указе об этом упоминалось, что «образованные министры» могли данные книги ещё и копировать. По мнению Кэри Лю, такое положение вполне отвечало ситуации в столице и крупных центрах Цзяннани: в южных провинциях чиновники и учёные были многочисленны и жили на обширных пространствах, тогда как в северных они концентрировались в Пекине. Вдобавок, в столице был обширный книжный рынок, были доступны многотомные антологии и компиляции официального характера, которые дополняли материалы «Сыку цюаньшу».

### Завершение копирования сводов «Сыку цюаньшу» и последующие события
Завершение работ по переписыванию южных сводов было решено приурочить к большой инспекционной поездке императора в 1784 году, но сроки выдержать не удалось. Официально завершение переписки четырёх северных сводов было отпраздновано в последний лунный месяц 49-го года правления Цяньлуна (январь-февраль 1785). Тогда была направлена официальная надпись для павильона Вэньланьгэ в Ханчжоу. Однако документы свидетельствуют, что даже в середине 1780-х годов издательский комитет работал в прежнем режиме: непрерывно шла вычитка и корректура, государю ежеквартально отчитывались об обнаруженных ошибках. Шкафы в императорских резиденциях постепенно заполнялись готовыми рукописными томами. На этом этапе главной задачей стала вторичная вычитка готовых рукописей. Несмотря на то, что Цзи Юнь получил вторичное взыскание за нерадение, а Цзи Луфэй был награждён за работы над южными сводами, последние три года работы проекта (1782—1785) прошли в плановом режиме. Из срочных перемен стало включение в «Сыку» по личному указанию государя маньчжурских исторических трудов (на китайском языке) — «Описание Жэхэ», «Описание установлений династии Цзинь», и трактата Ни Голяна о борьбе с наводнениями .
В десятилетие 1785—1795 годов император Цяньлун продолжал время от времени возвращаться к проекту «Сыку цюаньшу», но его отношение к Цзи Юню и его сотрудникам заметно ухудшилось. Объяснялось это тем, что многочисленные приказы об исправлении ошибок (речь шла и об исправлении фрагментов текстов, вызвавших неудовольствие) фактически игнорировались. Три южных свода были полностью окончены переписыванием к 1787 году, что привело к скандалу. Государь повелел удалить из четырёх северных комплектов все работы Ли Цина, но они вошли во все три южных свода. Именно тогда на членов комитета обрушились самые тяжёлые наказания за всё время работы: все трое главных редакторов были оштрафованы на сумму годичного жалованья, а Цзи Луфэй, ранее награждённый именно за рукописи для Нижней Янцзы, был отстранён от государственной службы на 8 лет. В 1790 году он скончался, и государь повелел конфисковать его имущество, а средства направить на исправление сводов южных библиотек.

## Судьба комплектов «Сыку цюаньшу»

### Дворцовые экземпляры
Четыре экземпляра императорской библиотеки-серии были размещены в специальных дворцовых павильонах, построенных для хранения свода ещё до окончания работы над ним. Они получили название «Четырёх северных палат» (кит. трад. 北方四閣, пиньинь Běifāng sì gé, палл. Бэйфан сы гэ) или «Четырёх палат внутренних покоев» (кит. трад. 內廷四閣, пиньинь Nèitíng sì gé, палл. Нэйтин сы гэ). Образцом для их сооружения была знаменитая минская библиотека «Тяньигэ» в Нинбо. Каждый из библиотечных павильонов был построен раньше, чем завершено переписывание свода по четырём разделам, поэтому сначала в них хранили копии энциклопедии «Гуцзинь тушу цзичэн». Три дворцовых павильона были снабжены посвятительными надписями, исполненными лично императором Цяньлуном, которые были выбиты на каменных стелах в китайском и маньчжурском вариантах.

#### Запретный город

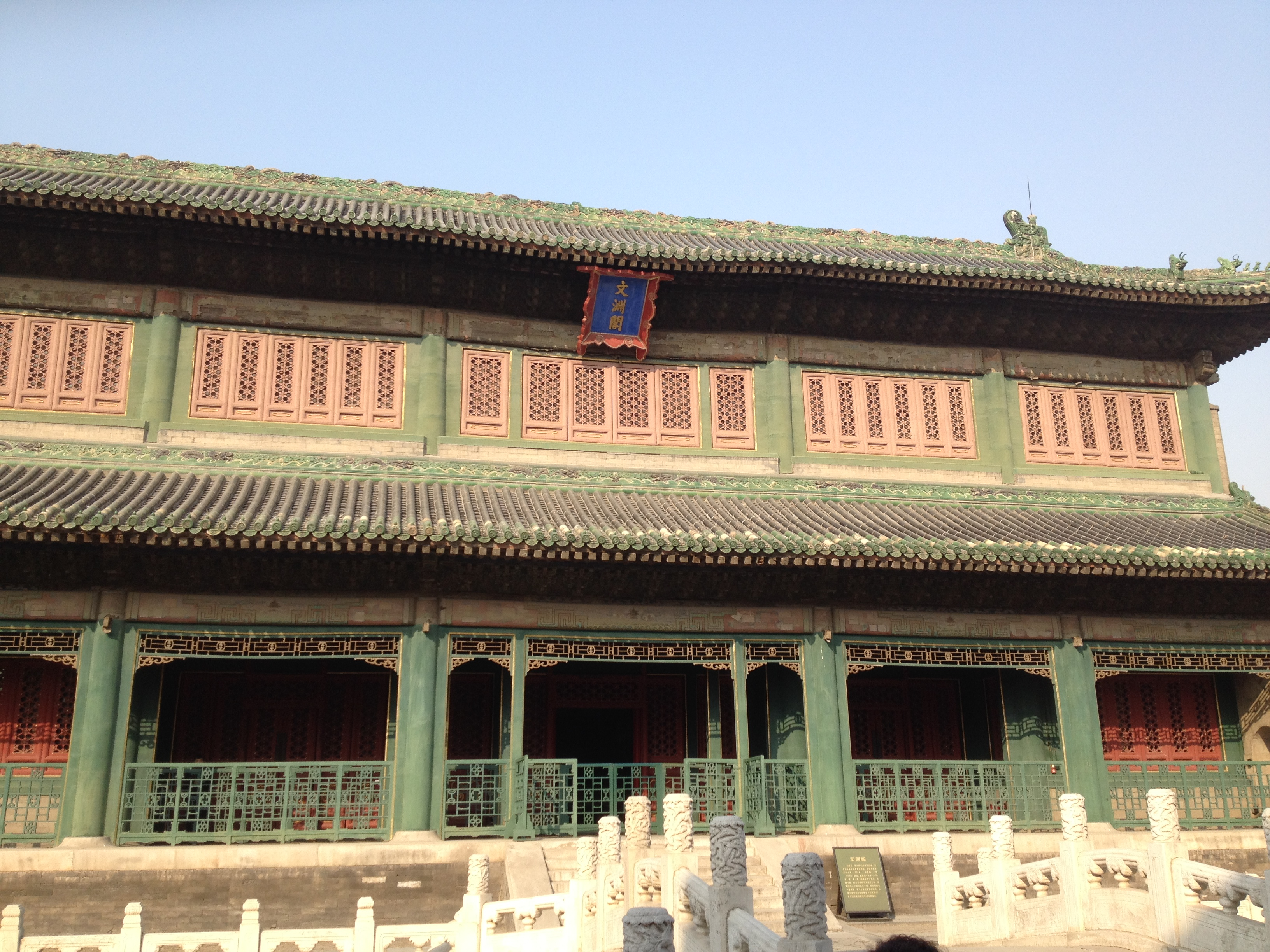
Павильон Вэньюаньгэ в феврале 2016 года. Здесь до 1925 года хранилась эталонная рукопись «Сыку цюаньшу» и с 2016 года размещена её копия

Первым был закончен свод, переписанный для павильона Литературной глубины (кит. трад. 文淵閣, упр. 文渊阁, пиньинь wényuāngé, палл. Вэньюаньгэ) Запретного города, возведённого в 1776 году. Трёхэтажный павильон имел длину 34,7 м и ширину 14,7 м, там помещались все тома и зал для занятий. Павильон был сооружён в юго-восточной части Запретного города, специально как вместилище «Сыку цюаньшу». Его архитектура и пропорции должны были подчёркивать статус здания как хранилища культуры, и отличались такими достоинствами, что Джон Кэлвин Фергюсон назвал здание «Парфеноном китайской архитектуры». Для исследователей он был впервые открыт в 1906 году, а в 1930-е годы подвергнут реставрации, в ходе которой деревянные балки конструкции были усилены стальными.
Тома собрания были размещены в павильоне в 1782 году. В царствование под девизом Цзяцин (1796—1820), к «Сыку» были добавлены тома с поэтическим и прозаическим наследием покойного императора Цяньлуна, переплетённые в том же стиле. Только в 1917 году департамент императорского двора провёл ревизию «Полного собрания», которая показала, что 23 цзюаня текстов были утрачены, после чего они были восполнены копированием из свода летнего дворца в Чэндэ. После изгнания императорской семьи из Запретного города, в 1924 году он был превращён в музей, частью коллекции которого стал и павильон Вэньюаньгэ. В 1925 году рукопись была перевезена в библиотеку Пекинского университета, была доступна для работы учёных и даже фотокопирования отдельных разделов по индивидуальным заказам. Ревизия 1930 года показала, что собрание полностью комплектное. Далее из-за начала японской агрессии, в 1933 году рукопись была перевезена в Шанхай, и после начала японо-китайской войны эвакуирована в Чунцин. После 1949 года свод был перевезён на Тайвань и находится в коллекции Музея императорского дворца.
9 августа 2016 года в павильоне Вэньюаньгэ и Зале блистательной гуманности (кит. упр. 昭仁殿, пиньинь zhāorén diàn) Музея Гугун была открыта экспозиция полной копии «Сыку цюаньшу». Торжественная церемония была приурочена к 230-летию открытия императорской библиотеки. Директор музея Шань Инсян утверждал, что именно этот вариант текста являлся наиболее полным и качество редактирования его превосходило остальные экземпляры свода. Изготовление точной копии заняло 12 лет; каждая страница выполнена на рисовой бумаге ручной работы, а все тома в традиционных китайских переплётах, обтянутых парчой, помещены в 6144 тиковых футляра. Вся библиотека-серия занимает 128 книжных полок.

#### Дворец Юаньминъюань
Для размещения второго экземпляра во дворце Юаньминъюань в 1775 году был построен павильон Литературного истока (кит. трад. 文源閣, упр. 文源阁, пиньинь wényuángé, палл. Вэньюаньгэ), куда все тома библиотеки-серии были свезены к 1782 году. Во время взятия Пекина в 1860 году свод полностью сгорел вместе с дворцом. Из описаний известно, что павильон находился в парке, но, в общем, реконструировать его облик представляется затруднительным. Встречаются сведения, что несколько уцелевших томов этого собрания периодически всплывали в разных коллекциях и на аукционах.

#### Летний дворец в Чэндэ

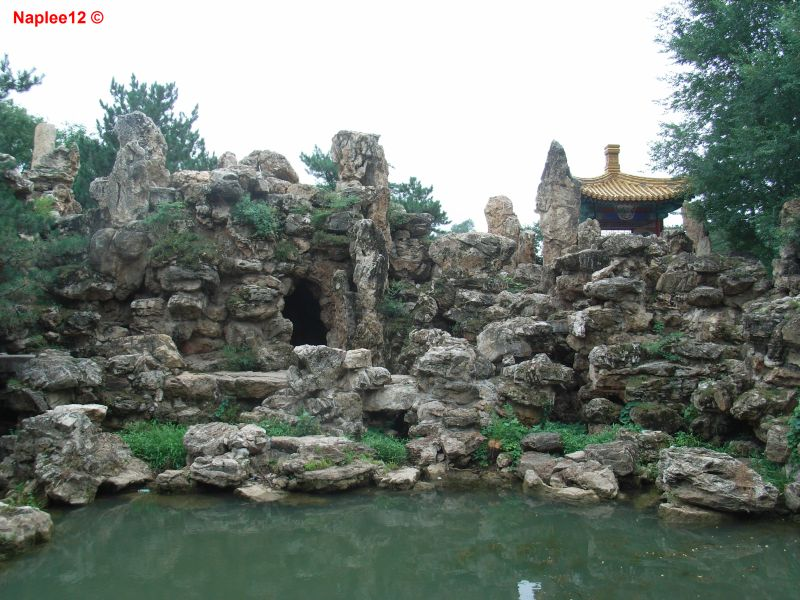
Пруд и сад камней в библиотечном павильоне в Чэндэ. Фото 2010 года

Полный комплект свода был исполнен и для летней резиденции императора в Чэндэ. В 1778 году для него возвели павильон Литературной переправы (кит. 文津閣, пиньинь wénjīngé, палл. Вэньцзиньгэ), он в наибольшей степени воспроизводил архитектуру павильона Тяньи, был оснащён замкнутым двором, прудом и садом камней, а также императорской террасой, с которой Цяньлун предпочитал любоваться Луной. Переписка свода и перемещение его на 250 км от Пекина закончились к 1786 году. Все тома были разложены в 103 деревянных шкафах, дополненных ещё 12-ю для энциклопедии «Гуцзинь тушу цзичэн». Для павильона император ещё в 1775 году лично исполнил каллиграфическую надпись; стела с ней была помещена в отдельном павильоне, не сохранившимся до наших дней. Крыша библиотечного павильона первоначально была перекрыта чёрной глазированной черепицей: чёрный цвет относился к стихиям Севера и Воды, которые должны были символически противостоять пожару. Эта черепица была утрачена в царствование Тунчжи, когда по небрежности хранителей библиотека была затоплена дождевой водой. После этого книги стали ежегодно извлекать из шкафов с целью проветривания. Инвентаризация 1894 года показала, что этот свод сохранился практически полностью (была утрачена всего одна работа) и до сих пор считается самым комплектным из оригинальных.
В 1914 году по приказу министра внутренних дел комплект «Сыку цюаньшу» перевезли в Пекин, и на следующий год поместили в Столичную библиотеку (ныне Национальная библиотека Китая). Тома хранятся в оригинальных шкафах. В 1920 году инвентаризацию свода провёл известный историк Чэнь Юань. Собственно библиотечный павильон в Чэндэ сохранился, и после 1949 года несколько раз реставрировался, но его первоначальный облик был утрачен.

#### Мукденский дворец

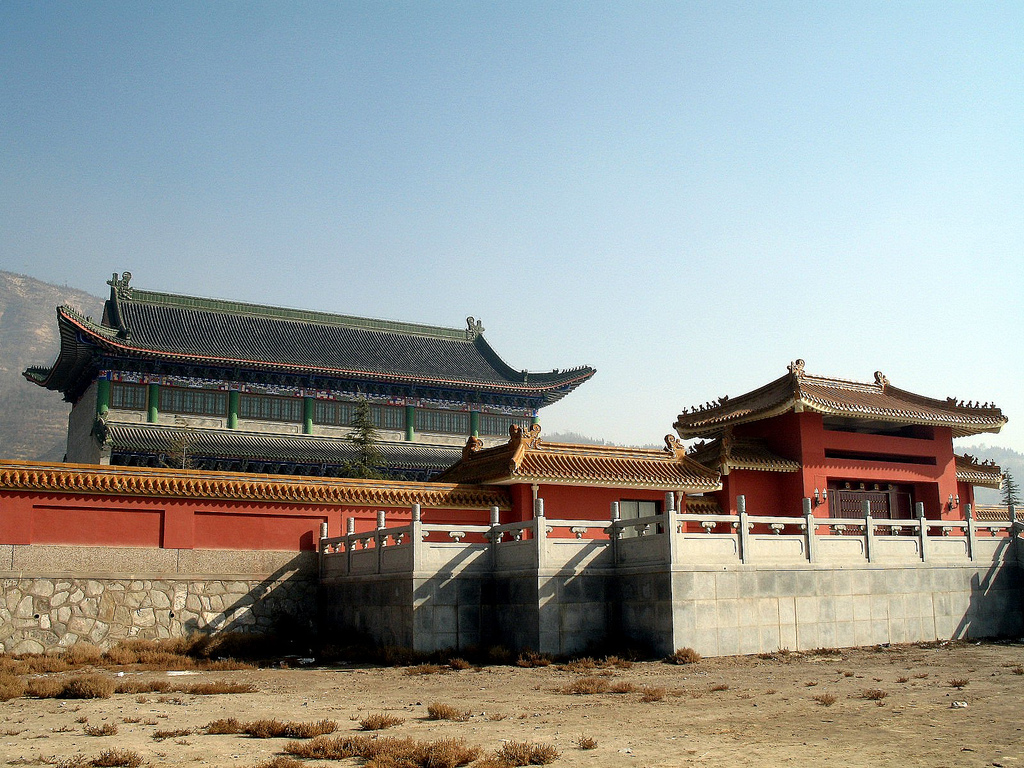
Копия павильона Вэньсугэ в комплексе Государственной библиотеки провинции Ганьсу в Ланьчжоу

В 1778 году в западной части Мукденского дворца был сооружён павильон Литературных воспоминаний (кит. трад. 文溯閣, пиньинь wénsùgé, палл. Вэньсугэ), куда все тома свода были свезены в 1782 году, вместе с посвятительной надписью, исполненной лично императором. Павильон был оформлен в зелёных и чёрных цветах, чёрной была и крыша. Так же, как и в Чэндэ, книги были разложены в 103 шкафах, из которых классики занимали 20, историки — 33, мыслители — 22 и сборники — 28; ещё 12 было предназначено для энциклопедии «Гуцзинь тушу цзичэн». Архитектура павильона определялась именно порядком размещения книг.
К коронации Юань Шикая в 1915 году, фэнтяньский губернатор Дуань Чжигуй переправил все сокровища Мукденского дворца в Пекин, в том числе и комплект «Сыку цюаньшу». Предполагалось, что собранные вместе три комплекта свода (из Запретного города, Чэндэ и Шэньяна), составят «Большой канон», который усилит Небесный мандат нового императора. Мукденский комплект был размещён в зале Баохэдянь (Сохранения гармонии) императорского дворца, где хранился до 1925 года. В 1925 году глава ведомства образования Фэнтяни Фэн Гуанминь убедил Чжан Сюэляна вернуть книги в Мукденский дворец. После возвращения, в 1926 году была проведена инвентаризация, которая показала утрату 16 работ в 72 цзюанях, которые были восполнены копированием экземпляра из павильона Вэньюаньгэ. После создания Маньчжоу-го, в 1932 году была проведена повторная инвентаризация, показавшая, что ещё не все лакуны были заполнены. В 1934 году восполнение было закончено на основе копии из павильона Вэньцзиньгэ, оставшейся в Пекинской библиотеке. В 1935 году в Шэньяне было построено железобетонное книгохранилище, в которое книжные фонды были перемещены к 1937 году.
В 1946 году гоминьдановское правительство создало Шэньянский музей, которому была передана и библиотека-серия. В 1948 года она поступила в распоряжение управления культуры Народного правительства Северо-Востока. Инвентаризации свода «Сыку цюаньшу» из павильона Вэньсугэ проводились в 1949 и 1965 годах, и показали, что в наличии не все тома. В диссертации Кэри Лю приводятся сведения, что по крайней мере шесть томов Мукденского свода находятся в библиотеке Кансайского университета в Японии. В 1966 году на волне антисоветской риторики и заявлений о близости войны, по особому указу Центрального народного правительства экземпляр был перевезён в Ланьчжоу и с тех пор хранится в Библиотеке провинции Ганьсу. В 2005 году в библиотечном комплексе была воздвигнута точная копия павильона Вэньсугэ, куда помещён оригинал «Сыку цюаньшу»; рядом находится музей «Тяньцин», где хранится фототипическое издание рукописи павильона Вэньюаньгэ.

### Экземпляр Академии Ханьлинь
После завершения переписки дворцовых экземпляров, к 1787 году планировалось создать ещё один резервный свод «Сыку цюаньшу», который, однако, так и не был реализован. Собранные для работы книги были оставлены в Академии Ханьлинь как эталон для сверки и переписки остальных. Они содержали редакторские пометы, списки ошибок переписчиков, и иногда именовались «дополнительным сводом». Их судьба является совершенно неопределённой. Известный учёный Е Дэхуэй утверждал, что и после разгрома здания Академии Ханьлинь в 1900 году, он встречал тома этого собрания в разных книжных коллекциях. По мнению Кэри Лю, многие тома уцелели и неправильно каталогизированы. Указанные Е Дэхуэем печати имеются на отдельных томах из фонда Хэнаньской библиотеки, библиотеки Геста (Принстонский университет), возможно, в библиотеке Академии наук на Тайване. Жэнь Сунжу утверждал, что в 1900 году 35 000 цзюаней «Юнлэ дадянь» и «Сыку» были вывезены итальянцами для некой библиотеки «Ваньгоцан шулоу» (万国藏书楼) в Англии. По мнению К. Лю, если только это не ошибка, вполне возможно, что такого рода приобретение было только обещано сэром Эдмундом Бэкхаусом для Бодлеанской библиотеки. В собрании Принстонской библиотеки Геста в отделе редких восточных книг имеется 5 томов с печатями комитета по составлению «Сыку» и с редакторскими пометами, которые, скорее всего, являлись частью «дополнительного свода». Кроме того, многие книги могли использоваться для составления аннотированного каталога, а из имеющихся источников неясно, имелись ли описанные там сочинения в библиотеке Ханьлиня.

### Экземпляры библиотек провинций Нижней Янцзы

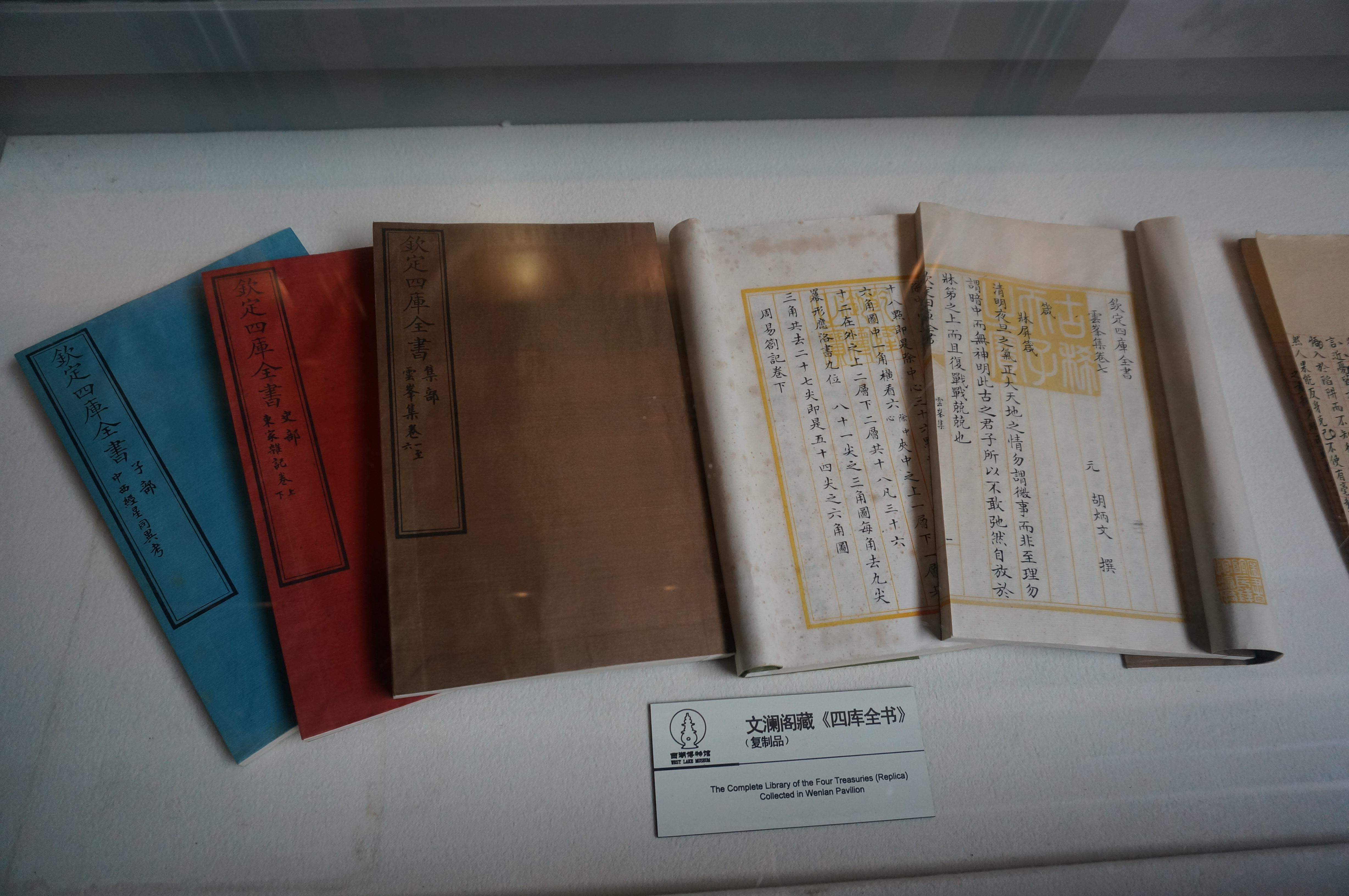
Тома «Сыку цюаньшу» из коллекции музея павильона Вэньланьгэ в Ханчжоу

Для региона Нижней Янцзы, которые традиционно рассматривались маньчжурскими властями как рассадник крамолы, император Цяньлун распорядился подготовить три экземпляра «Сыку цюаньшу» для публичных библиотек, доступных местным учёным. Они получили собирательное название «Трёх библиотек Цзянсу — Чжэцзяна» (кит. трад. 江浙三閣, пиньинь jiāngzhè sāngé, палл. Цзянчжэ саньгэ) или «Трёх библиотек Цзяннани» (кит. трад. 江南三閣, пиньинь jiāngnán sāngé, палл. Цзяннань саньгэ). Сначала было анонсировано строительство в Ханчжоу, для чего инспектор шёлковой монополии маньчжур Иньчжу в 1774 году осмотрел библиотеку Тяньигэ. Однако все павильоны не являлись точными копиями библиотеки в Нинбо и отличались также и друг от друга.
Первым был переписан экземпляр для Чжэньцзяна, для которого построили павильон Литературных столпов (кит. трад. 文宗閣, пиньинь wénzōnggé, палл. Вэньцзунгэ) в монастыре Цзиньшань; это было в 1779 году. Комплект для Янчжоу в 1780 году был помещён в павильон Литературного стечения (кит. трад. 文匯閣, пиньинь wénhuǐgé, палл. Вэньхуэйгэ) библиотеки Дагуань. Наконец, в 1783 году экземпляр «Сыку цюаньшу» был размещён в Ханчжоу, в павильоне Литературного разлива (кит. трад. 文澜閣, пиньинь wénlángé, палл. Вэньланьгэ) монастыря Сингун на берегу озера Сиху. Жуань Юань, когда сделался губернатором Чжэцзяна в 1799 году, уделял библиотеке особое внимание, и заказал за свой счёт новые книжные шкафы и полки. Комплект свода разместили в главном храмовом зале с изображением Будды; позднее губернатор передал в библиотеку и сочинения современных авторов, также энциклопедию «Гуцзинь тушу цзичэн». Он призывал особо следить за тем, чтобы книги не выносили за пределы павильона.
Свод, хранившийся в Янчжоу, получил повреждения в ходе Первой опиумной войны, когда англичане брали город штурмом в 1842 году. Во время Тайпинского восстания, в 1853 году, рукопись сгорела целиком вместе с павильоном, в котором сохранялась. Чжэньцзянский комплект погиб без остатка в ходе штурма города тайпинами в 1854 году.

#### Сохранение и дополнение экземпляра из павильона Вэньланьгэ
Ханчжоу в 1860 и 1861 годах дважды штурмовали тайпинские войска, которые активно использовали артиллерию и пороховые мины. Несмотря на то, что павильон Вэньланьгэ располагался на окраине тогдашнего города, он загорелся во время второго штурма. Братья Дин Бин и Дин Шэнь спасли 9062 тома во время пожара (из них только 8000 — из «Сыку цюаньшу», ровно четверть его объёма). Прославившись как библиофилы, обладающие уникальным книжным собранием, братья в 1880—1881 годах реализовали проект восстановления павильона Вэньланьгэ и дополнения утраченных материалов свода «Сыку цюаньшу», по имеющемуся оглавлению (необходимые тексты переписывались или приобретались). Только строительные работы обошлись в 12 000 серебряных лянов. Работы по переписке недостающих 28 000 томов в стиле оригинального свода велись в 1882—1889 годах силами 100 писцов. Окончательно работы по копированию и оформлению рукописи завершились в 1894 году, и с тех пор свод был доступен для учёных. В 1923 году свод поступил в собрание провинциальной библиотеки Чжэцзяна, некоторые недостающие тома были скопированы по своду Национальной пекинской библиотеки. Во время японо-китайской войны 1937—1945 годов полный комплект успели эвакуировать в Фуян, и в 1938 году было принято перевезти его в Гуйлинь; работы велись в марте под непрестанными японскими бомбардировками. Тогда было решено укрыть рукопись в пещере Диму, что в 4 км от Гуйяна. В 1939—1944 годах ящики с упакованными томами хранились в пещере под охраной двух полицейских и двух научных сотрудников. Каждый раз после окончания сезона дождей они должны были открыть каждый ящик, и провести проветривание и просушку всех листов рукописи. Профессор Чжэцзянского университета Ся Динъюй усовершенствовал технологию хранения: каждый том заворачивали в ткань и пересыпали известью, которая впитывала влагу. Только в 1944 году свод был перевезён в Чунцин. Уже тогда велись дискуссии, где он будет сохраняться после войны. В феврале 1945 года Министерство образования Китайской республики даже создало отдельную комиссию для сохранения экземпляра «Сыку цюаньшу» из павильона Вэньланьгэ, которая постановила вернуть его в Чжэцзян.
15 мая 1946 года полный экземпляр Вэньланьгэ на 6 грузовиках был отправлен конвоем из Чунцина в Ханчжоу; сопровождение осуществляли 11 полицейских. Через Хунань и Цзянси конвой благополучно добрался до Чжэцзяна 5 июля. После перевозки все тома были осмотрены, отреставрированы и снабжены новыми обложками. Вся операция по возвращению книг и их реставрации обошлась почти в 10 миллионов юаней. В мае — августе 1949 года была проведена инвентаризация, которая показала, что все 36 319 томов оказались на месте. После этого «Сыку цюаньшу» могли пользоваться учёные. После создания КНР, восстановленный «Сыку цюаньшу» поступил в Чжэцзянскую библиотеку, а павильон Вэньланьгэ является частью Чжэцзянского музея. Ныне существующее здание только приблизительно соответствует сгоревшему в 1861 году прототипу. Павильон включён в список национального культурного наследия Китая. В 1969 году, после событий на острове Даманском, в ожидании войны с СССР, библиотека Чжэцзяна была упакована и готова к эвакуации. До декабря 1976 года экземпляр павильона Вэньланьгэ находился в бункере в уезде Лунцянь. В 1978 году у частных лиц были приобретены 240 томов оригинала. В 1998 году Чжэцзянская библиотека получила новое подземное книгохранилище, специально построенное для сохранения редких изданий. Туда были перенесены тома «Сыку цюаньшу», которых со всеми дублетами и приобретениями насчитывается 36 917.

Восстановленный павильон Вэньланьгэ в Ханчжоу
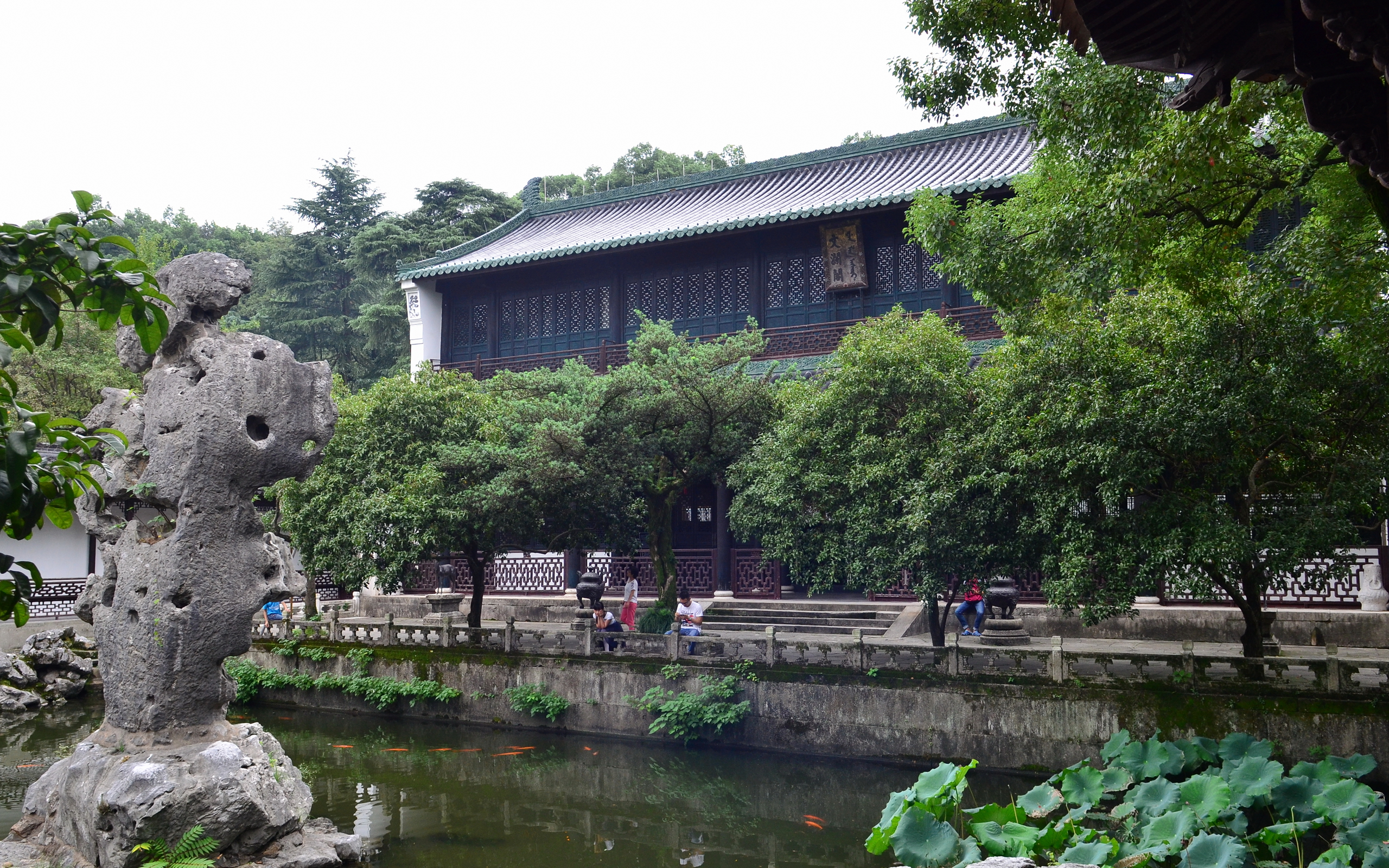
Общий вид со стороны пруда и сада камней
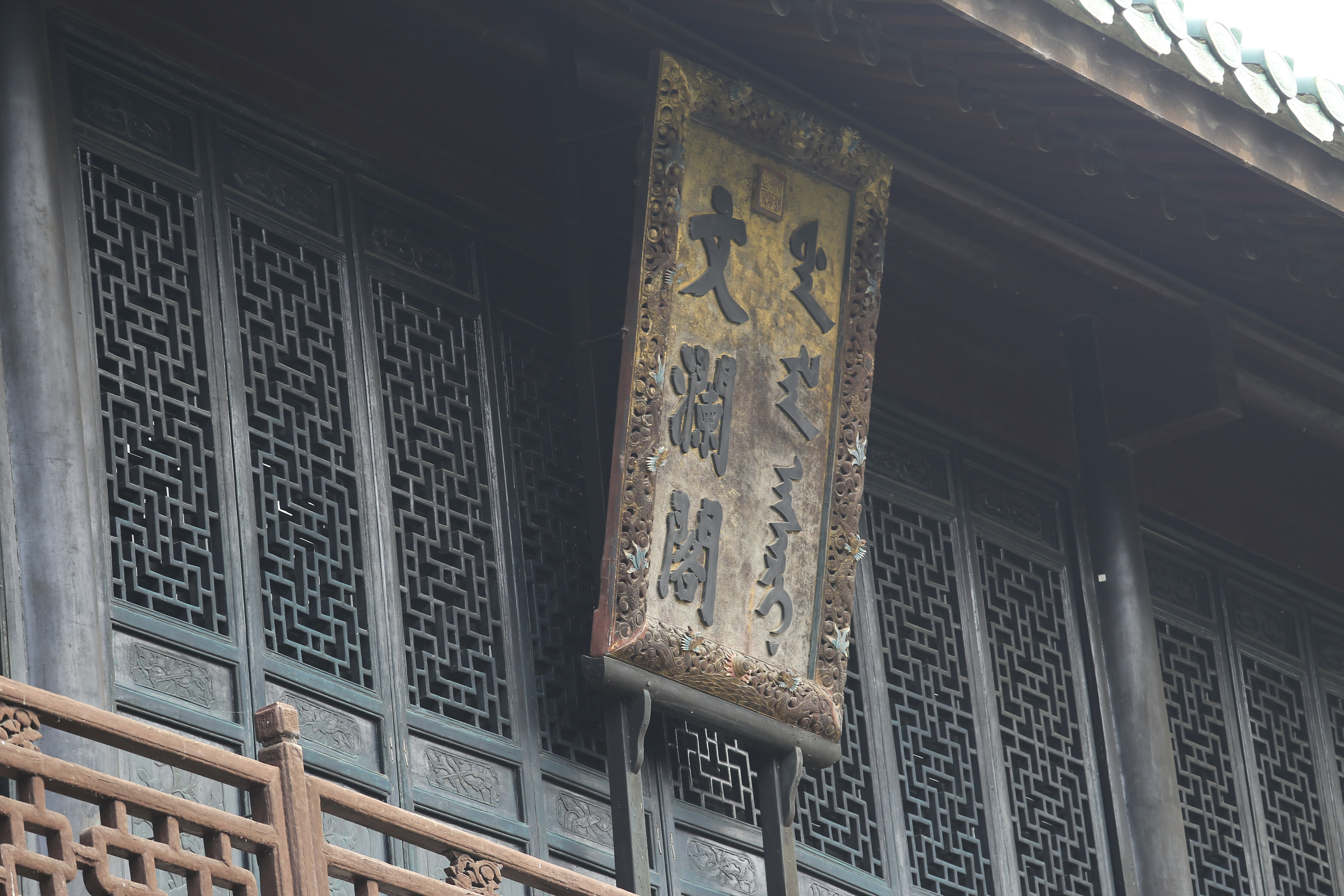
Вывеска с императорской каллиграфией
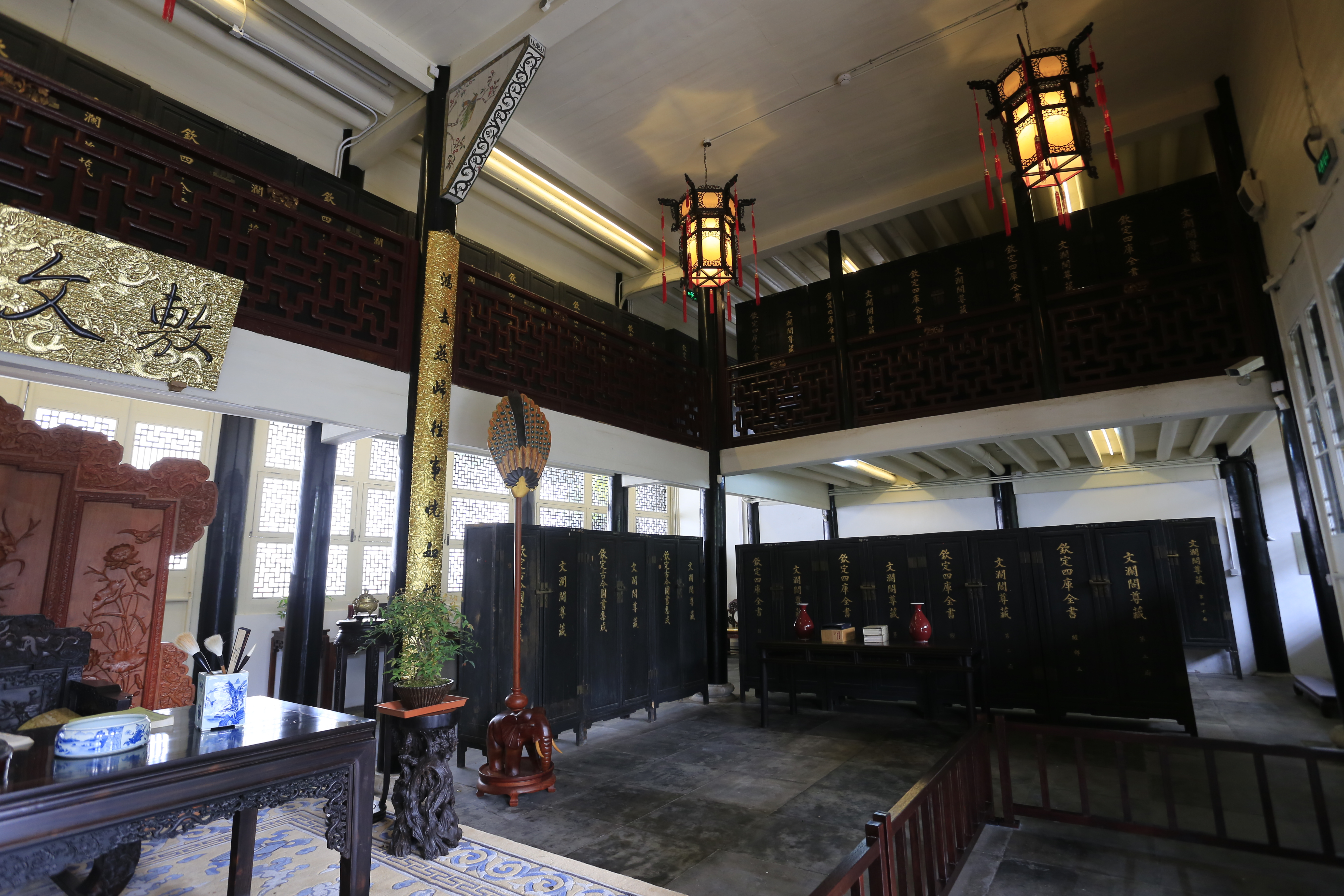
Книжные шкафы
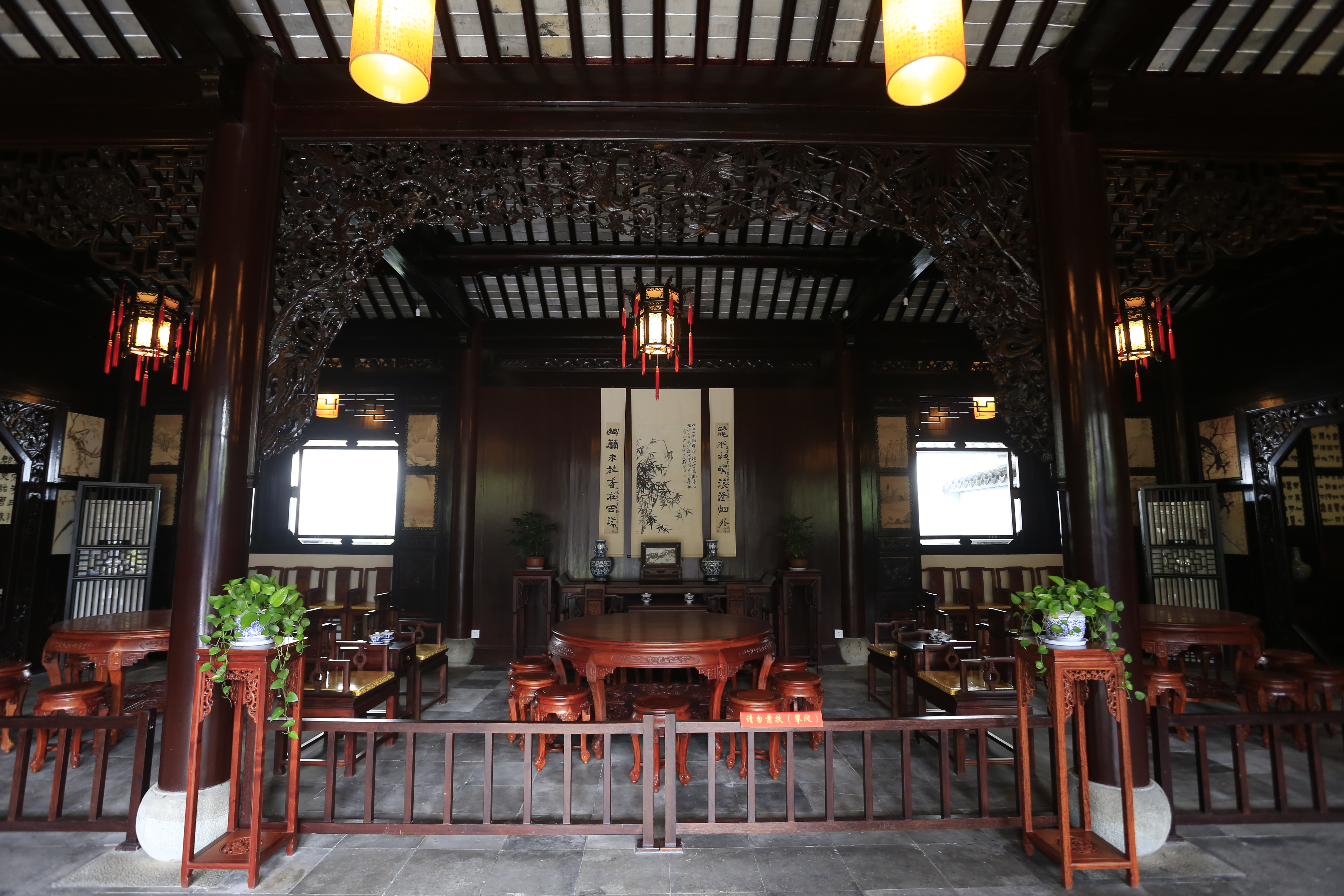
Интерьер

### «Избранное»
Поскольку император Цяньлун опасался, что из-за обширности свод «Сыку» не будет окончен при его жизни, по повелению императора в 1773 году был скомпилирован свод «Избранного из „Полного собрания книг по четырём разделам“» (кит. трад. 四庫全書薈要, упр. 四库全书荟要, пиньинь Sìkù quánshū huìyào, палл. Сыку цюаньшу хуэйяо). Его составление велось параллельно основному, и между 1778—1780 годами были переписаны два комплекта — 463 заглавия в 11 266 томах, однако в разных источниках их число и распределение по разделам разнится. Формат страниц, число знаков на странице, переплёт и оформление разделов полностью соответствовали основному своду. Тома хранились в небольших ларцах из красного дерева. Эти своды предназначались для приватного использования императором, и помещены в павильон императорского сада Чжицаотан в Запретном городе и парке Вечной весны на западной окраине Пекина. Во время штурма Пекина в 1860 году второй экземпляр был уничтожен англо-французскими агрессорами. Первый экземпляр из Чжицаотан был обнаружен во время ревизии 1924 года в нетронутом виде. Вместе с дворцовым экземпляром «Сыку цюаньшу» он был вывезен в 1949 году на Тайвань и опубликован параллельно с основным сводом.

## Издания

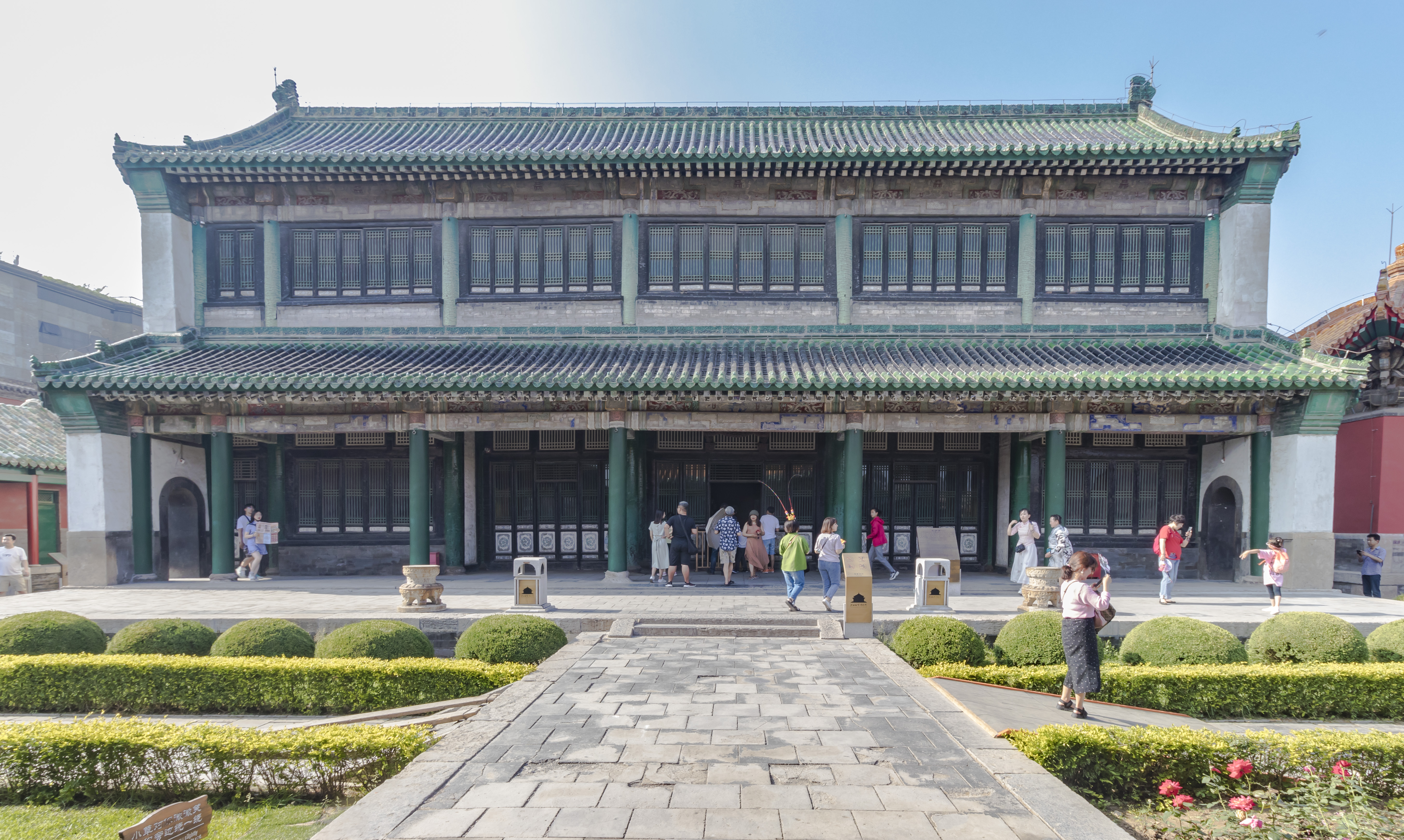
Библиотечный павильон Вэньсугэ в Мукденском дворце. Фото 2019 года

Неполнота свода «Сыку цюаньшу» была очевидна ещё для его составителей. В 1796 году Жуань Юань, который был тогда главой ведомства образования Чжэцзяна, и имел доступ к копии свода, хранившейся в Ханчжоу, составил собрание редких книг, не включённых в «Полное собрание» (всего 175 заглавий, 1889 цзюаней) и направил императору. Выдержки из этого собрания были скомпилированы в «Описании книг, не вошедших в Четыре собрания» (кит. трад. 四庫未收書提要, упр. 四库未收书提要, пиньинь Sìkù wèishōu shū tíyào, палл. Сыку вэйшоу шу тияо, 5 цзюаней), а полная антология под названием Вэйвань бицан (委宛筆藏, «Сокровищница сочинений, укрытых [от составителей Сыку цюаньшу]») была переписана и переплетена в стиле «Сыку» и хранилась в личных покоях императора. В 1822 году сын Жуань Юаня — Жуань Фу — опубликовал «Описание» своего отца; содержательно оно в некоторых местах дублирует аннотированный каталог «Полного собрания». В царствование Гуансюя частная попытка дополнить «Сыку цюаньшу» была предпринята неким Фу Или в 4 цзюанях.

### Проекты XIX — первой половины XX века
В 1889 году компилятор Академии Ханьлинь Ван Цижун представил на высочайшее имя меморандум о дополнении «Сыку цюаньшу». В 1908 году с аналогичным представлением обратился редактор Академии Ханьлинь Чжан Сяо, особенно упирая на то, что после отмены системы кэцзюй, множество выдающихся конфуцианцев, знатоков традиционной учёности, остались не у дел. Однако ни экономическая, ни политическая ситуация накануне Синьхайской революции не позволила реализовать проект. После провозглашения Китайской республики, задачи сохранения национального культурного достояния были одними из приоритетных, насколько позволяла ситуация. В 1919 году Цзинь Жань был уполномочен составить каталог сочинений о культуре и военном деле, содержащихся в «Сыку». Высказывались предложения дополнить свод сочинениями, появившимися за 100 лет после его составления, и предпринять печатное издание, однако в условиях гражданской войны это было невозможно. Во время пребывания китайской делегации на Версальской мирной конференции, от отделения синологии Парижского университета поступило предложение временно передать одну из копий «Сыку цюаньшу» для изучения западными учёными. В мае того же года обсуждался вопрос об отказе Франции от взимания «боксёрской контрибуции» с тем, чтобы средства пошли на фотокопирование и сохранение библиотеки-серии. Полномочная комиссия пришла к выводу, что факсимильное издание хотя бы 100 экземпляров свода обойдётся в сумму до 3 000 000 юаней и займёт не менее 20 лет.
В 1924 году, во время празднования 30-летия основания издательства «Шанъу иньшугуань», было предложено издать фототипическую копию «Сыку цюаньшу», а полученные средства пустить на печатание дополнений к своду. Активную поддержку проекту оказали консервативно настроенные представители интеллигенции, такие как депутат парламента и известный каллиграф Шао Жуйпэн. Он даже опубликовал особый памфлет с призывом поскорее осуществить проект и поддержать его финансово и интеллектуально. В 1925 году министром образования был назначен известный журналист Чжан Шичжао, который вновь поднял вопрос о фототипическом издании «Сыку цюаньшу» из павильона Литературной глубины (Вэньюаньгэ) императорского дворца. Чжан Шичжао отказался передавать рукопись в Шанхай, однако на заседании правительства было принято решение заключить договор с издательством «Шанъу иньшугуань». В соответствии с планом, было необходимо изготовить 30 точных копий экземпляра из дворца Вэньюаньгэ для передачи в крупнейшие библиотеки Китая и мира, включая США, Великобританию, СССР, Германию, Австрию, и др. Средства планировалось взять из «боксёрской контрибуции». 80 экземпляров планировалось изготовить для продажи по договорной цене, но не меньшей, чем 3000 юаней за каждый из четырёх разделов свода. Проект вызвал интерес в Китае и за границей, даже раздавались призывы к увеличению тиража. Вскоре был издан декрет премьера Дуань Цижуя о перевозке рукописи павильона Вэньюаньгэ в Шанхай для копирования, но он вызвал сильное сопротивление. Из-за восстания в Цзянсу и начала Северного похода, и этот проект потерпел крах. В 1927 году руководство Фэнтяньской клики приняло предложение Лунь Мина о полном фототипическом издании копии «Сыку цюаньшу» из Мукденского дворца, дополнив его текстом «Цин ши гао». Правитель Маньчжурии Чжан Сюэлян распорядился сверить Мукденскую копию с пекинской. На следующий год был издан официальный указ и начаты работы, причём было объявлено, что финансовую помощь окажет Япония. Был заключён трёхлетний контракт с фирмой «Оиси Канто» на изготовление двух факсимильных копий, стоимостью 20 000 юаней каждая. Из-за обострения политической ситуации, удалось сфотографировать не более половины страниц свода; вдобавок, центральное правительство в Нанкине противилось маньчжурской инициативе.
Параллельно в 1925 году японское правительство обратилось к премьер-министру Дуань Цижую с предложением создания Восточной культурной комиссии, которую возглавлял совместный комитет во главе с Кэ Бочжи. Комитет согласовывал усилия Пекинского гуманитарного института и Шанхайского института естественных наук. Важнейшей задачей комитета было заявлено современное издание «Сыку цюаньшу». По опубликованному плану работы, на первом этапе надлежало составить сводную библиографию, на втором — подготовить дополненный текст свода, и на третьем предстояла его публикация. Средства — более 400 000 серебряных долларов — появились после отказа США от взимания «боксёрской контрибуции». В версии 1920-х годов было принято решение создать новую библиотеку-серию по структуре «Сыку цюаньшу». Только по разряду «описаний заморских стран» было решено дополнить серию 3000 сочинений; предполагалось включить в библиотеку-серию дуньхуанские документы. Планировалось существенно расширить секции буддийской и даосской литературы, а также китайских романов. Официально о начале работ было объявлено в 1928 году, однако вскоре начались конфликты японской и китайской стороны, и китайские члены редколлегии, в основном, покинули проект. Тем не менее, в 1931 году первый этап работы был завершён. Комиссия составила список из более чем 27 000 названий книг, не включённых в «Сыку цюаньшу». После японской интервенции в Маньчжурию 1931 года работа ещё более замедлилась, поскольку в ней участвовали исключительно японские специалисты, а финансирование было скудным. В 1942 году проект был заморожен на неопределённый срок, и в 1945 году окончательно прекратился.

### Печатные издания «Сыку цюаньшу»
После начала японской интервенции и создания Маньчжоу-го, на территории Китая осталось только два полных экземпляра «Сыку цюаньшу». 18 августа 1933 года в газете «Дагунбао» было официально объявлено, что Министерство образования Китайской республики, Национальная библиотека в Нанкине и издательство «Шанъу иншугуань» предприняли проект фотолитографического издания избранных текстов «Сыку цюаньшу» из копии павильона Вэньюаньгэ, которая всё-таки была доставлена в Шанхай. В сообщении «Нью-Йорк таймс» от 24 декабря 1933 года утверждалось, что каждый день переснималось по несколько томов библиотеки-серии. Было отобрано около 300 текстов, однако этот проект вызвал негодование критиков (в том числе Цай Юаньпэя), которые утверждали, что простое воспроизведение являлось бесполезным, ибо цензурирование антологии стало известно после открытия архивов Запретного города; предполагалось, что критическое издание текстов, отобранных для «Сыку» было бы более полезным для научных целей. Министерство, однако, отказалось отложить проект, поскольку первостепенным считалось обеспечить сохранение «Полного собрания» для будущих поколений. В 1935 году было выпущено факсимиле 231 сочинения в 1960 томах; оно получило название кит. трад. 四庫全書珍本初集, пиньинь Sìkù quánshū zhēnběn chūjí, палл. Сыку цюаньшу чжэньбэнь чуцзи («Редкие сочинения из Сыку цюаньшу: первое собрание»)
В 1970—1980-х годах независимо друг от друга Китайская академия наук в Тайбэе и Академия общественных наук КНР предприняли попытку факсимильного издания редких сочинений, отобранных издательскими комиссиями 1930-х годов. На Тайване издательство «Шанъу иншугуань» выпустило 1080 заглавий книг под заголовком «Продолжение „Сыку цюаньшу“», что включало не более трети отобранных дополнений. Проект Академии общественных наук стартовал в 1980 году, выпускаемые книги публиковались в соответствии с рубрикацией «Сыку цюаньшу». С 1969 года на Тайване была осуществлена перепечатка шанхайской выборки 1930-х годов, и до 1982 года вышло 13 собраний избранных текстов свода по четырём разделам, включавшим, в общей сложности, 1878 заглавий, то есть половину от общего объёма. Наконец, в 1982—1986 годах тайваньское издательство «Шанъу иншугуань» выпустило полное факсимильное издание свода по рукописи павильона Вэньюаньгэ, которая хранится в Музее императорского дворца. Издание было санкционировано Национальным собранием Китайской республики. Общий его объём составил 1500 томов современного формата, в каждом в среднем по 800 страниц (4 страницы рукописного оригинала на разворот). Раздел канонов занял 236 томов, историй — 452, мыслителей — 367, сборников — 435 томов. Также издание включало 5 томов «Аннотированного каталога всех книг по четырём разделам», 1 том оглавления и 4 тома исследовательских материалов и списка ошибок. В 1990 году дополнительно был издан трёхтомный индекс по всем биографическим материалам, встречающихся в «Сыку». Стоимость комплекта такого издания может достигать 1 680 000 новых тайваньских долларов (более 55 000 долларов США).
Всего в монографии Хуан Айпин перечислены 131 рукописное и печатное издание «Сыку цюаньшу» целиком и в выдержках, а также с дополнениями, предпринятые в период 1796—1986 годов. В 1986—2018 годах издательствами КНР неоднократно издавались подборки текстов из свода по четырём разделам, а также было перепечатано полное издание.
В 1994 году был начат проект дополнения «Сыку цюаньшу», в котором участвовали 82 крупнейшие библиотеки КНР. В 2002 году шанхайское издательство «Гуцзи чубаньшэ» выпустило в свет 1800-томный комплект «Сюйсю сыку цюаньшу» (ISBN 978-7-5325-3174-5), который составили 5213 текстов, не вошедших в «Полное собрание». Это на 51 % больше, чем объём первоначального свода. Разделение на четыре раздела было сохранено: 260 томов канонов, 670 — историй, 370 — «Мыслителей» и 500 — «Сборников» (каждый том форматом А4, существует и электронный вариант), обозначенных теми же цветами обложек, что и в оригинале. При отборе книг главными критериями были следующие: текстуальная версия оказывалась более полной, чем в «Сыку цюаньшу», текст не был включён в библиотеку-серию, но обозначен в аннотированном каталоге. Раздел «Мыслители» был дополнен сочинениями цинских философов: Цзи Юня (собственно, одного из главных инициаторов проекта «Сыку»), Дай Чжэня, Жуань Юаня, филологов разных школ, а также Вэй Юаня, Гун Цзычжэня, Кан Ювэя, Лян Цичао, Чжан Бинлиня. Также раздел «Сборники» был дополнен драматургическими произведениями и китайскими классическими романами, которые считались составителями XVIII века «низким» жанром.
В 2003 году было начато факсимильное воспроизведение свода «Сыку цюаньшу» из павильона Вэньланьгэ, основным инициатором которого был издатель и редактор Сюй Хайжун. Проект был поддержан НПКСК и в 2006 году получил одобрение Си Цзиньпина, что было анонсировано в газетах «Жэньминь жибао» и «Гуанмин жибао». К маю 2012 года расходы на издание составили более 31 млн юаней, из которых 5 млн было пожертвовано местными бизнесменами, в том числе в натуральной форме (обложки каждого тома были оклеены шёлком). Наконец, в 2015 году прошла презентация полного свода в 1559 современных томах. Один комплект был подарен Стэнфордскому университету, а известный филантроп Говард Милстайн заявил, что поддержит проект полного перевода «Сыку цюаньшу» на английский язык, даже если его «завершат его дети и внуки».

## Цифровая версия
В связи с большим объёмом и стоимостью печатного «Сыку цюаньшу», в 1998 году было выпущено его оцифрованное издание (кит. упр. 文渊阁四库全书电子版, пиньинь Wényuāngé sìkù quánshū diànzǐbǎn, палл. Вэньюаньгэ Сыку цюаньшу дяньцзыбянь). Оно было осуществлено в Гонконге в кооперации издательства Китайского университета Гонконга и фирмы Digital Heritage Publishing. В общей сложности, в создании этого издания приняло участие более 400 специалистов — историков, филологов, программистов и инженеров, из Тайваня, Гонконга и Китайской Народной Республики. В числе признанных учёных, принимавших участие в проекте, назывались Ван Юаньхуа и Жэнь Цзиюй. Издание существует в двух вариантах. Это так называемая «стандартная версия» — сканированное издание 1986 года (на 167 CD-ROM, стоимость её составляла около 3300 американских долларов) и «профессиональная версия» на 183 CD-ROM, стоимостью 11 000 долларов США, текст которой был распознан и снабжён механизмами поиска, формирования текстовых коллекций, и т. д. Китайские шрифты были основаны на формате Unicode (порядка 20 000 знаков, а также дополнительные редко используемые иероглифы). В дальнейшем была создана онлайн-версия с расширенными функциями. Руководство для пользователей на английском языке было разработано профессором Лейденского университета Хильде де Верд.
Профессиональные синологи критиковали электронное издание. Прежде всего, это была точная копия рукописного издания XVIII века, в котором тексты были лишены пунктуации, а навигация в издании осуществляется по титулам и рубрикам, выделенным компиляторами эпохи Цин, чьи библиографические навыки и критерии отбора текстов не совпадали с современными. Вдобавок, под одним заголовком скрывались тексты огромного объёма и сложной структуры — например, «24 династические истории» и целые средневековые энциклопедии. Профессор Рональд Эган приводил следующие примеры: категория «И-цзина» включала 166 текстов, географическая — 150, медицинская — 96. По династиям подборки также велики: «сборники» поэтов эпохи Южной Сун включают 286 заглавий, эпохи Мин — 239. Р. Эган, так же, как и Хильде де Верд, отмечал, что Сыку цюаньшу был далеко не полным собранием традиционных китайских текстов, для исследователей доциньской древнекитайской культуры выпущено множество более современных изданий и оцифрованных археологических находок, равно как в «Полном собрании» почти нет минских и цинских буддийских и даосских текстов, а также китайских романов. Объём свода так велик, что создаёт иллюзию всеохватности, что совершенно не соответствует действительности: собрание сочинений Хун Мая «Ицзяньчжи» в современных изданиях включает 205 цзюаней, тогда как в «Сыку» содержится только 50. Равным образом, из «Полного собрания сочинений Су Дунпо» составители «Цюаньшу» удалили значительное число колофонов его авторства, в которых содержится масса суждений по вопросам литературы и философии. Критические издания XX—XXI веков, снабжённые пунктуацией и комментариями, превосходят цинский свод по качеству текста; вдобавок, рукописный текст сам по себе содержал ошибки, число которых лишь умножилось при сканировании и распознавании.
Рональд Эган критиковал и идею распространения корпуса текстов почти на 200 CD-ROM, поскольку, чтобы получить все возможности поиска, необходима их одновременная загрузка, что требует от пользователя наличия отдельного сервера. Крайне неудобным назывался механизм поиска, ибо при вводе отдельных иероглифов образуется чрезмерно большой набор вариантов, которого лишены печатные издания указателей к Сыку цюаньшу. Вдобавок, при вводе термина пиньинем, поисковый механизм обеспечивал только упрощённое написание иероглифов, тогда как можно задать 8 вариантных форм, включая японские написания. Электронное издание сильно уступает печатным конкордансам Гарвард-Яньцзинского института, поскольку не позволяет использовать заранее проиндексированные примеры литературных аллюзий с заменой знаков. Например, поэты эпохи Тан, цитируя классические тексты, использовали не те версии, которые считались стандартными в эпоху Цин. Это также потенциально увеличивает число ошибок, совершаемых исследователем.
Тем не менее, электронное издание «Полного собрания книг по четырём разделам» имело и ряд достоинств. Р. Эган отмечал, что издатели предусмотрели добавление пунктуации в текст, а также наличие электронного блокнота для комментирования любого текста. Издание снабжено конвертером, позволяющим получать юлианские и григорианские эквиваленты для циклических дат и девизов правлений. Электронная Сыку цюаньшу является самой большой базой китайских имён собственных (как личных имён, так и названий текстов), причём их можно искать одновременно по всем рубрикам и жанрам; зачастую имена, географические названия и книжные титулы более не могут быть обнаружены ни в одном справочнике и позволяют идентификацию по контексту. Данный метод очень полезен для частотного анализа по субъектам и типам источников. Р. Эган приводил и конкретный пример использования базы данных: предметом его личного научного интереса являлось упоминание керамики в поэзии эпохи Сун (это было связано и с подготовкой музейной экспозиции). Традиционно считалось, что керамические изделия не являлись предметом приложения лирических усилий сунских поэтов. Однако сплошной поиск по поэтическому корпусу Сыку цюаньшу неожиданно показал, что сунская поэзия полна упоминаний о самых разных керамических изделиях, хотя они никогда не являлись главным предметом в стихотворении. В частности, в письмах Су Ши (которых сохранилось около полутора тысяч) нашлось два упоминания о его деятельности по закупке фарфоровых изделий для своих друзей. Равным образом, электронное издание Сыку цюаньшу удобно для филологов, которые пользуются образцовым словарём рифм и литературных аллюзий Пэйвэнь юньфу, составленным в 1711 году: набор текстов «Полного собрания» близок к тому, который был в распоряжении составителей и обеспечивал их культурный багаж. Корпус текстов позволяет многократно расширить число контекстов и примеров словоупотребления.

## Историография
Европейские синологи сравнительно рано получили представление об объёмах и ценности материалов, имеющихся в составе «Сыку цюаньшу». Русский синолог В. П. Васильев, работая над «Очерками истории китайской литературы» (1880), располагал кратким печатным каталогом свода. Британский миссионер Александр Уайли, основывал свои «Очерки по китайской литературе» (1867) на материалах краткого и аннотированного каталогов «Полного собрания». Библиотека конгресса США положила в основу собственной классификации китайских книг каталог «Сыку цюаньшу», расширив число категорий-лэй до 65.
В Китае существует отдельная научная дисциплина «Сыку сюэ» (四库学), первый расцвет которой относился к 1930-м годам, а дальнейший подъём наметился после 1980-х годов. После открытия архивов цинского императорского дворца, в китайской историографии вспыхнул интерес к вопросам составления, цензурирования и компилирования материалов «Сыку цюаньшу». В 1932 году увидел свет «Большой словарь Сыку цюаньшу» (переизданный в 1946 году как «учебный словарь»), подготовленный Ян Цзяло; в 1933 году вышел труд «Вопросы и ответы к Сыку» Жэнь Сунжу. Комплексное исследование Го Богуна увидело свет в 1937 году, заложив стандарт исследований в этой сфере, и переиздавалось в 1984, 1992 и 2010 годах. В 1934 году Ван Чжунминь осуществил первую публикацию архивных материалов, относящихся к созданию «Сыку цюаньшу», а Го Богун опубликовал аналогичное исследование «Юнлэ дадянь». В связи с возобновлением изданий выдержек из «Полного собрания», стали выпускаться монографические исследования в Гонконге и на Тайване. Таковы «Исследование каталога запрещённых и уничтоженных книг эпохи Цин» У Чжэфу (1969) и его же «Исследование исправлений в корпусе Сыку цюаньшу» (1976). После основания КНР, из-за особенностей политической ситуации, было выпущено несколько статей по отдельным аспектам работы над сводом, однако общая «История Сыку цюаньшу» Лю Ханьпина была опубликована только в 1982 году. В том же году к этой тематике обратилась Хуан Айпин, которая в 1989 году выпустила собственное исследование обстоятельств составления «Полного собрания книг по четырём разделам». В 2001 году эта монография была переиздана; Шерил Тарсала считала, что это лучшее исследование в жанре сыку сюэ. Новые монографические исследования и архивные подборки, посвящённые как комплексному освещению истории свода, так и отдельным его экземплярам, выходили в КНР в 2010-е годы.
В западной историографии представлено немного трудов о «Полном собрании». Пионером выступил аспирант Колумбийского университета Янь Вэньюй (William W. Y. Yen), защитивший в 1932 году диссертацию «‘The Four Treasuries Library’ and its Influence upon Chinese Culture: an Historical and Critical Study». Он впервые стал рассматривать библиотеку-серию как «рационализированную бюрократию». Американский историк Лютер Кэррингтон Гудрич в 1934 году защитил в Колумбийском университете диссертацию о маньчжурской литературной инквизиции. В 1930—1931 годах он работал в Пекине (тогда Бэйпине) под руководством Юань Тунли и Гу Цзегана, поэтому целиком разделял антиманьчжурские взгляды своих старших коллег. Единственным фундаментальным исследованием на английском языке остаётся монография Роберта Кента Гая, выпущенная в 1987 году Гарвардским университетом. Рецензенты отмечали новаторство работы, выразившееся в пересмотре тезиса, что «Сыку цюаньшу» был специфически маньчжурским проектом, предназначенным для централизации китайской культурной жизни. Напротив, имеющиеся документы свидетельствуют, что проект был кульминацией общей имперской политики старого Китая по централизации и государственному регулированию духовной жизни. Все несообразности и огромный объём свода объяснялись тем, что у правительства, бюрократии и учёного сообщества были собственные взгляды на культуру и вопросы её управления. Составление «Сыку цюаньшу» также служит доказательством идеологической победы школы «ханьского учения» над сунским неоконфуцианством, что ещё ранее было заявлено Бенджаменом Элманом и Юй Инши. Профессор Лейденского университета Вилт Идема назвал эту монографию «важным вкладом в синологическую науку». Профессор Австралийского национального университета Хелен Данстан отмечала, что, отчасти, авторская позиция была эмоциональной, направленной против односторонне негативного взгляда на цинскую культуру в предыдущем поколении исследователей. Оба исследователя подчёркивали научный «ревизионизм» Р. Гая. Первый перевод императорского эдикта 1772 года о составлении «Сыку цюаньшу», выполнил на немецкий язык в 1998 году специалист по китайскому энциклопедическому жанру Кристоф Кадерас.
В российской историографии отдельных исследований «Сыку цюаньшу» не существует, некоторые сведения представлены в обобщающих трудах С. И. Кучеры и Б. Г. Доронина, и в его статье для энциклопедии «Духовная культура Китая» .

### На китайском языке
- Guō Bógōng. Sìkù quánshū zuǎnxiū kǎo : История составления «Сыку цюаньшу». — Chángshā : Yuèlù shūshè, 2010. — 269 p. — (Mínguó xuéshù wénhuà míngzhù cóngshū). — Ориг.: 郭伯恭著 《四库全书纂修考》长沙:岳麓书社, 2010, 269页, 民国学术文化名著丛书. — ISBN 978-7-80761-505-7.
- Gù Zhìxìng. Wénlángé Sìkù quánshū shǐ : История «Сыку цюаньшу» из библиотеки Вэньланьгэ. — Hángzhōu : Hángzhōu chūbǎnshè, 2018. — 270 p. — Ориг.: 顾志兴著 《文澜阁四库全书史》杭州:杭州出版社, 2018, 270页. — ISBN 978-7-5565-0862-4.
- Huáng Àipíng. Sìkù quánshū zuǎnxiū yánjiū : Исследование подготовки и создания «Сыку цюаньшу». — Běijīng : Zhōngguó rénmín dàxué chūbǎnshè: Jīngxiāo xīnhuá shūdiàn jīngxiāo, 2001. — vii, 6, 413 p. — (Qīngshǐ yánjiū cóngshū). — Ориг.: 黄爱平著 《四库全书纂修硏究》北京:中国人民大学出版社 : 经销新华书店经销, 2001, 413页, 清史研究丛书. — ISBN 7-300-00482-2.

### На западных языках
- Carrington Goodrich L.[англ.]. China's Greatest Book: (The Ssu K'u Ch'uan Shu) // Pacific Affairs. — 1934. — Vol. 7, no. 1. — P. 62—70.
- Chang L. C. Soft power and the Qing state: Publishing, book collection, and political legitimacy in eighteenth-century China : Dissertation... for the degree of Doctor of Philosophy. — University of Illinois at Urbana-Champaign, 2013. — 178 p.
- Classification of Chinese books based on the Imperial catalogue, Ssu Kʻu ch'üan shu tsung mu... completed 1772—1782 / by Chi Yün... and a commission of scholars under the supervision of the Emperor Chʻien Lung : prepared and photographed in the office of the chairman of the Library Committee. — Washington, D.C, 1922. — 5, 22 p.
- Crossley P. A translucent mirror: history and identity in Qing imperial ideology. — Berkeley and Los Angeles : University of California Press, 1999. — 403 p. — ISBN 0-520-21566-4.
- Egan R. Reflections on Uses of the Electronic Siku quanshu // Chinese Literature: Essays, Articles, Reviews. — 2001. — Vol. 23. — P. 103—113. — JSTOR 495502.
- Eno R. 7. TRADITIONAL BIBLIOGRAPHY // Handbook of Reference Works in Traditional Chinese Studies : Research reference guide for traditional Chinese studies. — The Trustees of Indiana University, 2012. — P. 1—27.
- Guy R. K. «The Emperor’s four treasuries»: scholars & the state in the late Ch’ien-lung era. — Cambridge (Mass.); London : Harvard Univ. Press, 1987. — x, 289 p. — (Harvard East Asian monographs, no. 129). — ISBN 0674251156.
- Hung W. Preface to an Index to Ssu-k'u ch'uan-shu tsung-mu and Wei-shou shu-mu // Harvard Journal of Asiatic Studies. — 1939. — Vol. 4, no. 1. — P. 47—58. — JSTOR 2717904.
- Kaderas C. Ch'ien-lungs Kompilationsedikt des Ssu-k'u ch'üan-shu :  [нем.] // Zeitschrift der Deutschen Morgenländischen Gesellschaft. — 1998. — Vol. 148, no. 2. — S. 343—360. — JSTOR 43380448.
- Liu, Cary Y. The Ch'ing dynasty Wen-yuan-ko imperial library: Architecture and the ordering of knowledge : A dissertation... in candidacy for the degree of doctor of philosophy. — Princeton University,, 1997. — xxiv, 522 p.
- Peh-T'i Wei, Betty. Ruan Yuan, 1764—1849: The Life And Work of a Major Scholar-Official in Nineteenth-Century China Before the Opium War. — Hong Kong : Hong Kong University Press, 2006. — 416 p. — ISBN 962-209-785-5.
- Schneider R. Siku quanshu 四庫全書 :  [фр.] // Revue Bibliographique de Sinologie, Nouvelle série. — 1999. — Vol. 17. — P. 51. — JSTOR 24581334.
- Tarsala C. B. What is an author in the «Sikuquanshu»? Evidential research and authorship in late Qianlong era China (1771—1795) : A dissertation… for the degree Doctor of Philosophy. — Los Angeles : University of California, 2001. — 559 p.
- Wilkinson E.[англ.]. Chinese History: A Manual, Revised and Enlarged[англ.]. — 2-nd ed. — Cambridge, Mass. : Published by the Harvard University Asia Center for the Harvard-Yenching Institute : Distributed by Harvard University Press, 2000. — xxiv, 1181 p. — (Harvard-Yenching Institute monograph series, 52). — ISBN 978-0-6740-0247-0.
- Yue Ping-yao. Title index to the Ssǔ k’u ch’üan shu / compiled by P. Y. Yü … under the supervision of I. V. Gillis. — Peiping : Printed by the Standard Press, 1934. — 422 p.

### На русском языке
- Доронин Б. Г. Историография императорского Китая XVII—XVIII вв. — СПб. : Филол. ф-тет СПбГУ, 2002. — 288 с. — (Азиатика). — ISBN 5-8465-0104-4.
- Доронин Б. Г. Сы ку цюань шу // Духовная культура Китая: энциклопедия / Гл. ред. М. Л. Титаренко. — М. : Вост. лит., 2009. — Т. 4: Историческая мысль. Политическая и правовая культура. — С. 616—617. — 935 с. — ISBN 978-5-02-036380-9.
- Кучера С. И. Историография истории Древнего Китая // Историография истории Древнего Востока: Иран, Средняя Азия, Индия, Китай / Под ред. проф. В. И. Кузищина. — СПб. : Алетейя, 2002. — С. 189—191. — 303 с. — (Востоковедение: учебные пособия и материалы). — ISBN 5-89329-497-1.